# ATP Challenger Tour 2013
L'ATP Challenger Tour è una serie di tornei internazionali maschili studiati per consentire a giocatori di seconda fascia di acquisire un ranking sufficiente per accedere ai tabelloni principali.
Nella stagione 2013 sono stati disputati 149 tornei Challenger con un montepremi compreso tra i 35.000+H e i 125.000+H dollari. Il montepremi totale dei tornei è stato pari a 9,3 milioni di dollari più l'ospitalità per i tennisti.

## Calendario

### Legenda
| ATP Challenger Tour Finals |
| Tretorn SERIE+             |
| Serie regolari             |

### Gennaio
| Settimana   | Torneo | Campione                                           | Finalista                       | Semifinalisti                            | Eliminati ai quarti                                              |
| ----------- | --- | -------------------------------------------------- | ------------------------------- | ---------------------------------------- | ---------------------------------------------------------------- |
| 31 dicembre | Aberto de São Paulo 2013 San Paolo, Brasile Serie regolari $125,000+H – Cemento – 32S/32Q/16D Singolare - Doppio                               | Horacio Zeballos 7–6(5), 6–2                       | Rogério Dutra da Silva          | Gastão Elias João Souza                  | Guido Andreozzi Thiago Alves Julio César Campozano Martín Alund  |
| 31 dicembre | Aberto de São Paulo 2013 San Paolo, Brasile Serie regolari $125,000+H – Cemento – 32S/32Q/16D Singolare - Doppio                               | James Cerretani Adil Shamasdin 6(5)–7, 6–1, [11–9] | Federico Delbonis Renzo Olivo   | Gastão Elias João Souza                  | Guido Andreozzi Thiago Alves Julio César Campozano Martín Alund  |
| 31 dicembre | Internationaux de Nouvelle-Calédonie 2013 Nouméa, Nuova Caledonia, Francia Serie regolari $75,000+H – Cemento – 32S/10Q/16D Singolare - Doppio | Adrian Mannarino 6–4, 6–3                          | Andrej Martin                   | Jonathan Dasnières de Veigy Marc Gicquel | Maxime Teixeira Samuel Groth Alessandro Giannessi Denys Molčanov |
| 31 dicembre | Internationaux de Nouvelle-Calédonie 2013 Nouméa, Nuova Caledonia, Francia Serie regolari $75,000+H – Cemento – 32S/10Q/16D Singolare - Doppio | Samuel Groth Toshihide Matsui 7–6(6), 1–6, [10–4]  | Artem Sitak Jose Statham        | Jonathan Dasnières de Veigy Marc Gicquel | Maxime Teixeira Samuel Groth Alessandro Giannessi Denys Molčanov |
| 7 gennaio   | Nessun torneo | Nessun torneo                                      | Nessun torneo                   | Nessun torneo                            | Nessun torneo                                                    |
| 14 gennaio  | Nessun torneo | Nessun torneo                                      | Nessun torneo                   | Nessun torneo                            | Nessun torneo                                                    |
| 21 gennaio  | Intersport Heilbronn Open 2013 Heilbronn, Germania Serie regolari €85,000+H – Cemento (indoor) – 32S/32Q/16D Singolare - Doppio                | Michael Berrer 7–5, 6–3                            | Jan-Lennard Struff              | Paul-Henri Mathieu Olivier Rochus        | Frank Dancevic Ruben Bemelmans Marius Copil Benjamin Becker      |
| 21 gennaio  | Intersport Heilbronn Open 2013 Heilbronn, Germania Serie regolari €85,000+H – Cemento (indoor) – 32S/32Q/16D Singolare - Doppio                | Johan Brunström Raven Klaasen 6–3, 0–6, [12–10]    | Jordan Kerr Andreas Siljeström  | Paul-Henri Mathieu Olivier Rochus        | Frank Dancevic Ruben Bemelmans Marius Copil Benjamin Becker      |
| 21 gennaio  | Maui Challenger 2013 Maui, USA Serie regolari $50,000 – Cemento – 32S/12Q/16D Singolare - Doppio                                               | Gō Soeda 7–5, 7–5                                  | Miša Zverev                     | Tim Smyczek Michael Russell              | Bradley Klahn Steve Johnson Denis Kudla Alex Bogomolov Jr.       |
| 21 gennaio  | Maui Challenger 2013 Maui, USA Serie regolari $50,000 – Cemento – 32S/12Q/16D Singolare - Doppio                                               | Lee Hsin-han Peng Hsien-yin 6(1)–7, 6–2, [10–5]    | Tennys Sandgren Rhyne Williams  | Tim Smyczek Michael Russell              | Bradley Klahn Steve Johnson Denis Kudla Alex Bogomolov Jr.       |
| 21 gennaio  | Open Bucaramanga 2013 Bucaramanga, Colombia Serie regolari $35,000+H – Terra rossa – 32S/28Q/16D Singolare - Doppio                            | Federico Delbonis 7–6(4), 6–3                      | Wayne Odesnik                   | Alejandro González Paul Capdeville       | Diego Schwartzman Martín Alund Marcelo Demoliner Pedro Sousa     |
| 21 gennaio  | Open Bucaramanga 2013 Bucaramanga, Colombia Serie regolari $35,000+H – Terra rossa – 32S/28Q/16D Singolare - Doppio                            | Marcelo Demoliner Franko Škugor 7–6(8), 6–2        | Sergio Galdós Marco Trungelliti | Alejandro González Paul Capdeville       | Diego Schwartzman Martín Alund Marcelo Demoliner Pedro Sousa     |
| 28 gennaio  | McDonald's Burnie International 2013 Burnie, Australia Serie regolari $50,000 – Cemento – 32S/18Q/16D Singolare - Doppio                       | John Millman 6–2, 4–6, 6–0                         | Stéphane Robert                 | Jose Statham Matthew Barton              | Andrew Whittington James Lemke Adam Feeney Peter Polansky        |
| 28 gennaio  | McDonald's Burnie International 2013 Burnie, Australia Serie regolari $50,000 – Cemento – 32S/18Q/16D Singolare - Doppio                       | Ruan Roelofse John-Patrick Smith 6–2, 6–2          | Brydan Klein Dane Propoggia     | Jose Statham Matthew Barton              | Andrew Whittington James Lemke Adam Feeney Peter Polansky        |

### Febbraio
| Settimana   | Torneo | Campione                                       | Finalista                        | Semifinalisti                         | Eliminati ai quarti                                                                |
| ----------- | --- | ---------------------------------------------- | -------------------------------- | ------------------------------------- | ---------------------------------------------------------------------------------- |
| 4 febbraio  | Challenger of Dallas 2013 Dallas, USA Serie regolari $100,000 – Cemento – 32S/28Q/16D Singolare - Doppio                        | Rhyne Williams 7–5, 6–3                        | Robby Ginepri                    | Frank Dancevic James Blake            | Jesse Levine Alex Kuznetsov Denys Molčanov Michael Russell                         |
| 4 febbraio  | Challenger of Dallas 2013 Dallas, USA Serie regolari $100,000 – Cemento – 32S/28Q/16D Singolare - Doppio                        | Alex Kuznetsov Miša Zverev 6–4, 6(4)–7, [10–5] | Tennys Sandgren Rhyne Williams   | Frank Dancevic James Blake            | Jesse Levine Alex Kuznetsov Denys Molčanov Michael Russell                         |
| 4 febbraio  | Internazionali di Tennis di Bergamo 2013 Bergamo, Italia Serie regolari €42,500+H – Cemento – 32S/32Q/16D Singolare - Doppio    | Michał Przysiężny 4–6, 7–6(5), 7–6(5)          | Jan-Lennard Struff               | Viktor Galović Peter Gojowczyk        | Farruch Dustov Bastian Knittel Andreas Beck Andreas Vinciguerra                    |
| 4 febbraio  | Internazionali di Tennis di Bergamo 2013 Bergamo, Italia Serie regolari €42,500+H – Cemento – 32S/32Q/16D Singolare - Doppio    | Karol Beck Andrej Martin 6–3, 3–6, [10–8]      | Claudio Grassi Amir Weintraub    | Viktor Galović Peter Gojowczyk        | Farruch Dustov Bastian Knittel Andreas Beck Andreas Vinciguerra                    |
| 4 febbraio  | Charles Sturt Adelaide International 2013 Adelaide, Australia Serie regolari $50,000 – Cemento – 32S/29Q/16D Singolare - Doppio | Matthew Barton 6–2, 6–3                        | James Ward                       | Nick Kyrgios Aleksandr Lobkov         | Yūichi Sugita Greg Jones Stéphane Robert Samuel Groth                              |
| 4 febbraio  | Charles Sturt Adelaide International 2013 Adelaide, Australia Serie regolari $50,000 – Cemento – 32S/29Q/16D Singolare - Doppio | Samuel Groth Matt Reid 6–2, 6–4                | James Duckworth Greg Jones       | Nick Kyrgios Aleksandr Lobkov         | Yūichi Sugita Greg Jones Stéphane Robert Samuel Groth                              |
| 11 febbraio | Open Quimper Bretagne Occidentale 2013 Quimper, Francia Serie regolari €42,500+H – Cemento – 32S/32Q/16D Singolare - Doppio     | Marius Copil 7–6(9), 6–4                       | Marc Gicquel                     | Steve Darcis Dudi Sela                | Roberto Bautista Agut Kenny de Schepper Édouard Roger-Vasselin Uladzimir Ihnacik   |
| 11 febbraio | Open Quimper Bretagne Occidentale 2013 Quimper, Francia Serie regolari €42,500+H – Cemento – 32S/32Q/16D Singolare - Doppio     | Johan Brunström Raven Klaasen 3–6, 6–2, [10–3] | Jamie Delgado Ken Skupski        | Steve Darcis Dudi Sela                | Roberto Bautista Agut Kenny de Schepper Édouard Roger-Vasselin Uladzimir Ihnacik   |
| 18 febbraio | Nessun torneo | Nessun torneo                                  | Nessun torneo                    | Nessun torneo                         | Nessun torneo                                                                      |
| 25 febbraio | Challenger La Manche 2013 Cherbourg, Francia Serie regolari €42,500+H – Cemento – 32S/32Q/16D Singolare - Doppio                | Jesse Huta Galung 6–1, 6–3                     | Vincent Millot                   | Kenny de Schepper Serhij Stachovs'kyj | Wu Di Márton Fucsovics Jan Mertl Marc Gicquel                                      |
| 25 febbraio | Challenger La Manche 2013 Cherbourg, Francia Serie regolari €42,500+H – Cemento – 32S/32Q/16D Singolare - Doppio                | Sanchai Ratiwatana Sonchat Ratiwatana 7–5, 6–4 | Philipp Marx Florin Mergea       | Kenny de Schepper Serhij Stachovs'kyj | Wu Di Márton Fucsovics Jan Mertl Marc Gicquel                                      |
| 25 febbraio | Challenger Salinas 2013 Salinas, Ecuador Serie regolari $35,000+H – Terra rossa – 32S/32Q/16D Singolare - Doppio                | Alejandro González 4–6, 6–3, 7–6(7)            | Renzo Olivo                      | Stefano Travaglia João Souza          | Hans Podlipnik-Castillo Castillo Gianluca Naso Julio César Campozano Josef Kovalik |
| 25 febbraio | Challenger Salinas 2013 Salinas, Ecuador Serie regolari $35,000+H – Terra rossa – 32S/32Q/16D Singolare - Doppio                | Sergio Galdós Marco Trungelliti 6–4, 6–4       | Jean Andersen Izak van der Merwe | Stefano Travaglia João Souza          | Hans Podlipnik-Castillo Castillo Gianluca Naso Julio César Campozano Josef Kovalik |
| 25 febbraio | Sydney International Challenger 2013 Sydney, Australia Serie regolari $50,000 – Cemento – 32S/32Q/16D Singolare - Doppio        | Nick Kyrgios 6–3, 6–2                          | Matt Reid                        | Samuel Groth Stéphane Robert          | James Duckworth Artem Sitak Greg Jones Matthew Barton                              |
| 25 febbraio | Sydney International Challenger 2013 Sydney, Australia Serie regolari $50,000 – Cemento – 32S/32Q/16D Singolare - Doppio        | Brydan Klein Dane Propoggia 6–4, 4–6, [11–9]   | Alex Bolt Nick Kyrgios           | Samuel Groth Stéphane Robert          | James Duckworth Artem Sitak Greg Jones Matthew Barton                              |

### Marzo
| Settimana | Torneo | Campione                                            | Finalista                         | Semifinalii                       | Eliminati ai quarti                                                       |
| --------- | --- | --------------------------------------------------- | --------------------------------- | --------------------------------- | ------------------------------------------------------------------------- |
| 4 marzo   | All Japan Indoor Tennis Championships 2013 Kyoto, Giappone Serie regolari $35,000+H – Sintetico – 32S/32Q/16D Singolare - Doppio | John Millman 4–6, 6–4, 7–6(2)                       | Marco Chiudinelli                 | Hiroki Moriya Matthew Barton      | Yūichi Sugita Peter Gojowczyk Dominik Meffert Michał Przysiężny           |
| 4 marzo   | All Japan Indoor Tennis Championships 2013 Kyoto, Giappone Serie regolari $35,000+H – Sintetico – 32S/32Q/16D Singolare - Doppio | Purav Raja Divij Sharan 6–4, 7–5                    | Chris Guccione Matt Reid          | Hiroki Moriya Matthew Barton      | Yūichi Sugita Peter Gojowczyk Dominik Meffert Michał Przysiężny           |
| 4 marzo   | Santiago Challenger 2013 Santiago, Cile Serie regolari $35,000+H – Terra rossa – 32S/32Q/16D Singolare - Doppio                  | Facundo Bagnis 7–6(2), 7–6(3)                       | Thiemo de Bakker                  | Marco Trungelliti Antonio Veić    | Martín Alund Alejandro González Federico Delbonis Gonzalo Lama            |
| 4 marzo   | Santiago Challenger 2013 Santiago, Cile Serie regolari $35,000+H – Terra rossa – 32S/32Q/16D Singolare - Doppio                  | Marcelo Demoliner João Souza 7–5, 6–1               | Federico Delbonis Diego Junqueira | Marco Trungelliti Antonio Veić    | Martín Alund Alejandro González Federico Delbonis Gonzalo Lama            |
| 11 marzo  | Dallas Tennis Classic 2013 Dallas, USA Serie regolari $125,000+H – Cemento – 32S/32Q/16D Singolare - Doppio                      | Jürgen Melzer 6–4, 2–6, 6–1                         | Denis Kudla                       | Philipp Petzschner Illja Marčenko | Bobby Reynolds Olivier Rochus Denis Istomin Serhij Stachovs'kyj           |
| 11 marzo  | Dallas Tennis Classic 2013 Dallas, USA Serie regolari $125,000+H – Cemento – 32S/32Q/16D Singolare - Doppio                      | Jürgen Melzer Philipp Petzschner 6–3, 6–1           | Eric Butorac Dominic Inglot       | Philipp Petzschner Illja Marčenko | Bobby Reynolds Olivier Rochus Denis Istomin Serhij Stachovs'kyj           |
| 11 marzo  | BH Telecom Indoors 2013 Sarajevo, Bosnia Herzegovina Serie regolari €30,000+H – Cemento – 32S/10Q/16D Singolare - Doppio         | Adrian Mannarino 7–6(3), 7–6(2)                     | Dustin Brown                      | Karol Beck Nikola Mektić          | Tomislav Brkić Evgenij Korolëv Pierre-Hugues Herbert Jan Mertl            |
| 11 marzo  | BH Telecom Indoors 2013 Sarajevo, Bosnia Herzegovina Serie regolari €30,000+H – Cemento – 32S/10Q/16D Singolare - Doppio         | Mirza Bašić Tomislav Brkić 6–3, 7–5                 | Karol Beck Igor Zelenay           | Karol Beck Nikola Mektić          | Tomislav Brkić Evgenij Korolëv Pierre-Hugues Herbert Jan Mertl            |
| 18 marzo  | Men's Rimouski Challenger 2013 Rimouski, Canada Serie regolari $35,000+H – Cemento – 32S/32Q/16D Singolare - Doppio              | Rik De Voest 7–6(6), 6–4                            | Vasek Pospisil                    | Aldin Šetkić Bobby Reynolds       | James McGee Samuel Groth Yūichi Sugita Alex Bogdanović                    |
| 18 marzo  | Men's Rimouski Challenger 2013 Rimouski, Canada Serie regolari $35,000+H – Cemento – 32S/32Q/16D Singolare - Doppio              | Samuel Groth John-Patrick Smith 7–6(5), 7–6(7)      | Philipp Marx Florin Mergea        | Aldin Šetkić Bobby Reynolds       | James McGee Samuel Groth Yūichi Sugita Alex Bogdanović                    |
| 25 marzo  | Open Guadeloupe 2013 Le Gosier, Guadeloupe Serie regolari $100,000+H – Cemento – 32S/32Q/16D Singolare - Doppio                  | Benoît Paire 6–4, 5–7, 6–4                          | Serhij Stachovs'kyj               | Matthias Bachinger Lukáš Rosol    | Prakash Amritraj Lukáš Lacko Gilles Müller Dudi Sela                      |
| 25 marzo  | Open Guadeloupe 2013 Le Gosier, Guadeloupe Serie regolari $100,000+H – Cemento – 32S/32Q/16D Singolare - Doppio                  | Dudi Sela Wang Yeu-tzuoo 6–1, 6–2                   | Philipp Marx Florin Mergea        | Matthias Bachinger Lukáš Rosol    | Prakash Amritraj Lukáš Lacko Gilles Müller Dudi Sela                      |
| 25 marzo  | Open Pereira 2013 Pereira, Colombia Serie regolari $50,000+H – Terra rossa – 32S/10Q/16D Singolare - Doppio                      | Santiago Giraldo 6–2, 6–4                           | Paul Capdeville                   | Paolo Lorenzi João Souza          | Facundo Bagnis Fabiano de Paula Rogério Dutra da Silva Tejmuraz Gabašvili |
| 25 marzo  | Open Pereira 2013 Pereira, Colombia Serie regolari $50,000+H – Terra rossa – 32S/10Q/16D Singolare - Doppio                      | Nicolás Barrientos Eduardo Struvay 3–6, 6–3, [10–6] | Facundo Bagnis Federico Delbonis  | Paolo Lorenzi João Souza          | Facundo Bagnis Fabiano de Paula Rogério Dutra da Silva Tejmuraz Gabašvili |
| 25 marzo  | San Luis Potosí Challenger 2013 San Luis Potosí, Messico Serie regolari $35,000+H – Terra rossa – 32S/10Q/16D Singolare - Doppio | Alessio di Mauro 4–6, 6–3, 6–2                      | Daniel Kosakowski                 | Marco Chiudinelli Tennys Sandgren | Agustín Velotti Peter Gojowczyk Maxime Teixeira Grégoire Burquier         |
| 25 marzo  | San Luis Potosí Challenger 2013 San Luis Potosí, Messico Serie regolari $35,000+H – Terra rossa – 32S/10Q/16D Singolare - Doppio | Marin Draganja Adrián Menéndez Maceiras 6–4, 6–3    | Marco Chiudinelli Peter Gojowczyk | Marco Chiudinelli Tennys Sandgren | Agustín Velotti Peter Gojowczyk Maxime Teixeira Grégoire Burquier         |

### Aprile
| Settimana | Torneo | Campione                                               | Finalista                                | Semifinalii                          | Eliminati ai quarti                                                            |
| --------- | --- | ------------------------------------------------------ | ---------------------------------------- | ------------------------------------ | ------------------------------------------------------------------------------ |
| 1º aprile | Open Harmonie Mutuelle 2013 Saint-Brieuc, Francia Serie regolari €30,000+H – Cemento – 32S/32Q/16D Singolare - Doppio                     | Jesse Huta Galung 7–6(4), 4–6, 7–6(3)                  | Kenny de Schepper                        | Martin Fischer Jan Mertl             | Oleksandr Nedovjesov David Guez Stéphane Robert Nicolas Renavand               |
| 1º aprile | Open Harmonie Mutuelle 2013 Saint-Brieuc, Francia Serie regolari €30,000+H – Cemento – 32S/32Q/16D Singolare - Doppio                     | Tomasz Bednarek Andreas Siljeström 6–3, 4–6, [10–7]    | Jesse Huta Galung Konstantin Kravčuk     | Martin Fischer Jan Mertl             | Oleksandr Nedovjesov David Guez Stéphane Robert Nicolas Renavand               |
| 1º aprile | Torneo Internacional AGT 2013 León, Messico Serie regolari $35,000+H – Cemento – 32S/10Q/16D Singolare - Doppio                           | Donald Young 6–2, 6–2                                  | Wang Yeu-tzuoo                           | Amir Weintraub Dudi Sela             | Lu Yen-hsun Yūichi Sugita Alex Bogomolov Jr. John Millman                      |
| 1º aprile | Torneo Internacional AGT 2013 León, Messico Serie regolari $35,000+H – Cemento – 32S/10Q/16D Singolare - Doppio                           | Chris Guccione Matt Reid 6–3, 7–5                      | Purav Raja Divij Sharan                  | Amir Weintraub Dudi Sela             | Lu Yen-hsun Yūichi Sugita Alex Bogomolov Jr. John Millman                      |
| 8 aprile  | Jalisco Open 2013 Guadalajara, Messico Serie regolari $100,000 – Cemento – 32S/32Q/16D Singolare - Doppio                                 | Alex Bogomolov Jr. 2–6, 6–3, 6–1                       | Rajeev Ram                               | Adrian Mannarino Vasek Pospisil      | Lu Yen-hsun Adrián Menéndez Maceiras Daniel Muñoz de la Nava Marco Chiudinelli |
| 8 aprile  | Jalisco Open 2013 Guadalajara, Messico Serie regolari $100,000 – Cemento – 32S/32Q/16D Singolare - Doppio                                 | Marin Draganja Mate Pavić 5–7, 6–2, [13–11]            | Samuel Groth John-Patrick Smith          | Adrian Mannarino Vasek Pospisil      | Lu Yen-hsun Adrián Menéndez Maceiras Daniel Muñoz de la Nava Marco Chiudinelli |
| 8 aprile  | Open Barranquilla 2013 Barranquilla, Colombia Serie regolari $50,000+H – Terra rossa – 32S/10Q/16D Singolare - Doppio                     | Federico Delbonis 6–3, 6–2                             | Facundo Bagnis                           | Arthur De Greef Pedro Sousa          | Renzo Olivo Marco Trungelliti Wayne Odesnik Alejandro González                 |
| 8 aprile  | Open Barranquilla 2013 Barranquilla, Colombia Serie regolari $50,000+H – Terra rossa – 32S/10Q/16D Singolare - Doppio                     | Facundo Bagnis Federico Delbonis 6–3, 7–5              | Fabiano de Paula Stefano Ianni           | Arthur De Greef Pedro Sousa          | Renzo Olivo Marco Trungelliti Wayne Odesnik Alejandro González                 |
| 8 aprile  | Mersin Cup 2013 Mersin, Turchia Serie regolari €42,500 – Terra rossa – 32S/10Q/16D Singolare - Doppio                                     | Jiří Veselý 6–1, 6–1                                   | Simon Greul                              | Bastian Knittel Stéphane Robert      | Michael Linzer Julian Reister Victor Crivoi Andrej Golubev                     |
| 8 aprile  | Mersin Cup 2013 Mersin, Turchia Serie regolari €42,500 – Terra rossa – 32S/10Q/16D Singolare - Doppio                                     | Andreas Beck Dominik Meffert 5–7, 6–3, [10–8]          | Radu Albot Oleksandr Nedovjesov          | Bastian Knittel Stéphane Robert      | Michael Linzer Julian Reister Victor Crivoi Andrej Golubev                     |
| 8 aprile  | Itajaí Open de Tênis 2013 Itajaí, Brasile Serie regolari $35,000+H – Terra rossa – 32S/10Q/16D Singolare - Doppio                         | Rogério Dutra da Silva 4–6, 6–3, 6–1                   | Jozef Kovalík                            | Gastão Elias Steven Diez             | Guido Andreozzi Marc Giner Axel Michon Nikola Mektić                           |
| 8 aprile  | Itajaí Open de Tênis 2013 Itajaí, Brasile Serie regolari $35,000+H – Terra rossa – 32S/10Q/16D Singolare - Doppio                         | James Duckworth Pierre-Hugues Herbert 7–5, 6–2         | Guilherme Clezar Fabricio Neis           | Gastão Elias Steven Diez             | Guido Andreozzi Marc Giner Axel Michon Nikola Mektić                           |
| 15 aprile | Sarasota Open 2013 Sarasota, Stati Uniti Serie regolari $100,000 – Terra verde– 32S/32Q/16D Singolare - Doppio                            | Alex Kuznetsov 6–0, 6–2                                | Wayne Odesnik                            | Somdev Devvarman Denys Molčanov      | Miša Zverev Steve Johnson Guido Pella Facundo Argüello                         |
| 15 aprile | Sarasota Open 2013 Sarasota, Stati Uniti Serie regolari $100,000 – Terra verde– 32S/32Q/16D Singolare - Doppio                            | Ilija Bozoljac Somdev Devvarman 6(5)–7, 7–6(3), [11–9] | Steve Johnson Bradley Klahn              | Somdev Devvarman Denys Molčanov      | Miša Zverev Steve Johnson Guido Pella Facundo Argüello                         |
| 15 aprile | Copa Internacional de Tenis de Mexico 2013 Città del Messico, Messico Serie regolari $35,000+H – Cemento – 32S/10Q/16D Singolare - Doppio | Andrej Martin 4–6, 6–4, 6–1                            | Adrian Mannarino                         | Michał Przysiężny Dudi Sela          | Franko Škugor Grégoire Burquier Miguel Ángel Reyes Varela Nils Langer          |
| 15 aprile | Copa Internacional de Tenis de Mexico 2013 Città del Messico, Messico Serie regolari $35,000+H – Cemento – 32S/10Q/16D Singolare - Doppio | Carsten Ball Chris Guccione 6–3, 3–6, [11–9]           | Jordan Kerr John-Patrick Smith           | Michał Przysiężny Dudi Sela          | Franko Škugor Grégoire Burquier Miguel Ángel Reyes Varela Nils Langer          |
| 15 aprile | Panama Challenger 2013 Panama, Panama Serie regolari $35,000+H – Terra rossa – 32S/10Q/16D Singolare - Doppio                             | Rubén Ramírez Hidalgo 6–4, 5–7, 7–6(4)                 | Alejandro González                       | Víctor Estrella Burgos Gerald Melzer | Pedro Sousa Facundo Bagnis Renzo Olivo Jorge Aguilar                           |
| 15 aprile | Panama Challenger 2013 Panama, Panama Serie regolari $35,000+H – Terra rossa – 32S/10Q/16D Singolare - Doppio                             | Jorge Aguilar Sergio Galdós 6–4, 6–4                   | Alejandro González Julio César Campozano | Víctor Estrella Burgos Gerald Melzer | Pedro Sousa Facundo Bagnis Renzo Olivo Jorge Aguilar                           |
| 15 aprile | Rai Open 2013 Roma, Italia Serie regolari €30,000+H – Terra rossa – 32S/10Q/16D Singolare - Doppio                                        | Julian Reister 4–6, 6–3, 6–2                           | Guillermo García López                   | Dušan Lajović Simon Greul            | Oleksandr Nedovjesov Andreas Haider-Maurer Jiří Veselý Martin Fischer          |
| 15 aprile | Rai Open 2013 Roma, Italia Serie regolari €30,000+H – Terra rossa – 32S/10Q/16D Singolare - Doppio                                        | Andreas Beck Martin Fischer 7–6(2), 6–0                | Martin Emmrich Rameez Junaid             | Dušan Lajović Simon Greul            | Oleksandr Nedovjesov Andreas Haider-Maurer Jiří Veselý Martin Fischer          |
| 15 aprile | Campeonato Internacional de Tenis de Santos 2013 Santos, Brasile Serie regolari $35,000+H – Terra rossa – 32S/10Q/16D Singolare - Doppio  | Gastão Elias 4–6, 6–2, 6–0                             | Rogério Dutra da Silva                   | Guilherme Clezar Guido Andreozzi     | Malek Jaziri James Duckworth Antonio Veić João Souza                           |
| 15 aprile | Campeonato Internacional de Tenis de Santos 2013 Santos, Brasile Serie regolari $35,000+H – Terra rossa – 32S/10Q/16D Singolare - Doppio  | Pavol Červenák Matteo Viola 6–2, 4–6, [10–6]           | Guilherme Clezar Gastão Elias            | Guilherme Clezar Guido Andreozzi     | Malek Jaziri James Duckworth Antonio Veić João Souza                           |
| 22 aprile | Savannah Challenger 2013 Savannah, Stati Uniti Serie regolari $50,000 – Terra verde– 32S/32Q/16D Singolare - Doppio                       | Ryan Harrison 6–2, 6–3                                 | Facundo Argüello                         | Rubén Ramírez Hidalgo Donald Young   | Alex Kuznetsov Wayne Odesnik Tejmuraz Gabašvili Michael Russell                |
| 22 aprile | Savannah Challenger 2013 Savannah, Stati Uniti Serie regolari $50,000 – Terra verde– 32S/32Q/16D Singolare - Doppio                       | Tejmuraz Gabašvili Denys Molčanov 6–2, 7–5             | Michael Russell Tim Smyczek              | Rubén Ramírez Hidalgo Donald Young   | Alex Kuznetsov Wayne Odesnik Tejmuraz Gabašvili Michael Russell                |
| 22 aprile | IS Open de Tenis 2013 San Paolo, Brasile Serie regolari $50,000 – Terra rossa – 32S/10Q/16D Singolare - Doppio                            | Paul Capdeville 6–2, 6–2                               | Renzo Olivo                              | Máximo González Guilherme Clezar     | Rogério Dutra da Silva Malek Jaziri Pablo Cuevas Dušan Lojda                   |
| 22 aprile | IS Open de Tenis 2013 San Paolo, Brasile Serie regolari $50,000 – Terra rossa – 32S/10Q/16D Singolare - Doppio                            | Marcelo Demoliner João Souza 6–4, 3–6, [10–6]          | James Cerretani Pierre-Hugues Herbert    | Máximo González Guilherme Clezar     | Rogério Dutra da Silva Malek Jaziri Pablo Cuevas Dušan Lojda                   |
| 29 aprile | Tunis Open 2013 Tunisi, Tunisia Serie regolari $125,000+H - Terra rossa – 32S/32Q/16D Singolare - Doppio                                  | Adrian Ungur 4–6, 6–0, 6–2                             | Diego Schwartzman                        | Kenny de Schepper Florent Serra      | Lamine Ouahab Andrea Arnaboldi Radu Albot Oleksandr Nedovjesov                 |
| 29 aprile | Tunis Open 2013 Tunisi, Tunisia Serie regolari $125,000+H - Terra rossa – 32S/32Q/16D Singolare - Doppio                                  | Dominik Meffert Philipp Oswald 3–6, 7–6(0), [10–7]     | Jamie Delgado Andreas Siljeström         | Kenny de Schepper Florent Serra      | Lamine Ouahab Andrea Arnaboldi Radu Albot Oleksandr Nedovjesov                 |
| 29 aprile | ATP China International Tennis Challenge 2013 Anning, Cina Serie regolari $50,000 – Terra rossa – 32S/10Q/16D Singolare - Doppio          | Márton Fucsovics 7–5, 3–6, 6–3                         | James Ward                               | Dino Marcan Yang Tsung-hua           | Matthew Ebden Zhang Ze Danilo Petrović Tatsuma Itō                             |
| 29 aprile | ATP China International Tennis Challenge 2013 Anning, Cina Serie regolari $50,000 – Terra rossa – 32S/10Q/16D Singolare - Doppio          | Viktor Baluda Dino Marcan 6(5)–7, 6–4, [10–7]          | Samuel Groth John-Patrick Smith          | Dino Marcan Yang Tsung-hua           | Matthew Ebden Zhang Ze Danilo Petrović Tatsuma Itō                             |
| 29 aprile | Prosperita Open 2013 Ostrava, Repubblica Ceca Serie reoglari €85,000+H – Terra rossa – 32S/10Q/16D Singolare - Doppio                     | Jiří Veselý 6–4, 6–4                                   | Steve Darcis                             | Lukáš Rosol Miloslav Mečíř, Jr.      | Nikola Mektić Jan Hájek Olivier Rochus Andreas Haider-Maurer                   |
| 29 aprile | Prosperita Open 2013 Ostrava, Repubblica Ceca Serie reoglari €85,000+H – Terra rossa – 32S/10Q/16D Singolare - Doppio                     | Steve Darcis Olivier Rochus 7–5, 7–5                   | Tomasz Bednarek Mateusz Kowalczyk        | Lukáš Rosol Miloslav Mečíř, Jr.      | Nikola Mektić Jan Hájek Olivier Rochus Andreas Haider-Maurer                   |
| 29 aprile | Soweto Open 2013 Johannesburg, Sudafrica Serie regolari $100,000+H – Cemento – 32S/10Q/16D Singolare - Doppio                             | Vasek Pospisil 6(7)–7, 6–0, 4–1 ritiro                 | Michał Przysiężny                        | Lukáš Lacko Mate Pavić               | Dean O'Brien Dustin Brown Rik De Voest Rajeev Ram                              |
| 29 aprile | Soweto Open 2013 Johannesburg, Sudafrica Serie regolari $100,000+H – Cemento – 32S/10Q/16D Singolare - Doppio                             | Prakash Amritraj Rajeev Ram 7–6(1), 7–6(1)             | Purav Raja Divij Sharan                  | Lukáš Lacko Mate Pavić               | Dean O'Brien Dustin Brown Rik De Voest Rajeev Ram                              |
| 29 aprile | Tallahassee Tennis Challenger 2013 Tallahassee, Stati Uniti Serie regolari $50,000 – Terra (Verde) – 32S/10Q/16D Singolare - Doppio       | Denis Kudla 6–3, 6–3                                   | Cedrik-Marcel Stebe                      | Tim Smyczek Ryan Harrison            | Frank Dancevic Alex Kuznetsov Facundo Argüello Donald Young                    |
| 29 aprile | Tallahassee Tennis Challenger 2013 Tallahassee, Stati Uniti Serie regolari $50,000 – Terra (Verde) – 32S/10Q/16D Singolare - Doppio       | Austin Krajicek Tennys Sandgren 1–6, 6–2, [10–8]       | Greg Jones Peter Polansky                | Tim Smyczek Ryan Harrison            | Frank Dancevic Alex Kuznetsov Facundo Argüello Donald Young                    |
| 29 aprile | Tennis Napoli Cup 2013 Napoli, Italia Serie regolari €30,000+H – Terra rossa – 32S/32Q/16D Singolare - Doppio                             | Potito Starace 6–2, 2–0 rit.                           | Alessandro Giannessi                     | Filippo Volandri David Guez          | Jonathan Dasnières de Veigy Dušan Lajović Andrej Golubev Adrian Mannarino      |
| 29 aprile | Tennis Napoli Cup 2013 Napoli, Italia Serie regolari €30,000+H – Terra rossa – 32S/32Q/16D Singolare - Doppio                             | Stefano Ianni Potito Starace 6–1, 6–3                  | Alessandro Giannessi Andrej Golubev      | Filippo Volandri David Guez          | Jonathan Dasnières de Veigy Dušan Lajović Andrej Golubev Adrian Mannarino      |

### Maggio
| Settimana | Torneo | Campione                                        | Finalista                       | Semifinalii                          | Eliminati ai quarti                                               |
| --------- | --- | ----------------------------------------------- | ------------------------------- | ------------------------------------ | ----------------------------------------------------------------- |
| 6 maggio  | Kunming Challenger 2013 Kunming, Cina Serie regolari $125,000 – Cemento – 32S/32Q/16D Singolare - Doppio                     | Alex Bogomolov Jr. 6–3, 4–6, 7–6(2)             | Rik De Voest                    | Yang Tsung-hua John-Patrick Smith    | Lu Yen-hsun Wu Di Samuel Groth Matthew Ebden                      |
| 6 maggio  | Kunming Challenger 2013 Kunming, Cina Serie regolari $125,000 – Cemento – 32S/32Q/16D Singolare - Doppio                     | Samuel Groth John-Patrick Smith 6–4, 6–1        | Gō Soeda Yasutaka Uchiyama      | Yang Tsung-hua John-Patrick Smith    | Lu Yen-hsun Wu Di Samuel Groth Matthew Ebden                      |
| 6 maggio  | Karshi Challenger 2013 Karshi, Uzbekistan Serie regolari $50,000 – Cemento – 32S/32Q/16D Singolare - Doppio                  | Tejmuraz Gabašvili 6–4, 6–4                     | Radu Albot                      | Chen Ti Prakash Amritraj             | Jan Mertl Oleksandr Nedovjesov Konstantin Kravčuk Denis Macukevič |
| 6 maggio  | Karshi Challenger 2013 Karshi, Uzbekistan Serie regolari $50,000 – Cemento – 32S/32Q/16D Singolare - Doppio                  | Chen Ti Guillermo Olaso 7–6(5), 7–5             | Jordan Kerr Konstantin Kravčuk  | Chen Ti Prakash Amritraj             | Jan Mertl Oleksandr Nedovjesov Konstantin Kravčuk Denis Macukevič |
| 6 maggio  | Rio Quente Tennis Classic 2013 Rio Quente, Brasile Serie regolari $35,000+H – Cemento – 32S/32Q/16D Singolare - Doppio       | Rajeev Ram 4–6, 6–4, 6–3                        | André Ghem                      | James Duckworth Fabiano de Paula     | Ricardo Hocevar Guilherme Clezar Duilio Beretta Caio Zampieri     |
| 6 maggio  | Rio Quente Tennis Classic 2013 Rio Quente, Brasile Serie regolari $35,000+H – Cemento – 32S/32Q/16D Singolare - Doppio       | Fabiano de Paula Marcelo Demoliner 6–3, 6–4     | Ricardo Hocevar Leonardo Kirche | James Duckworth Fabiano de Paula     | Ricardo Hocevar Guilherme Clezar Duilio Beretta Caio Zampieri     |
| 6 maggio  | Roma Open 2013 Roma, Italia Serie regolari €30,000+H – Terra rossa – 32S/32Q/16D Singolare - Doppio                          | Aljaž Bedene 6–4, 6–2                           | Filippo Volandri                | Matthias Bachinger Federico Delbonis | Andreas Haider-Maurer Dušan Lajović Adrian Ungur Adrian Mannarino |
| 6 maggio  | Roma Open 2013 Roma, Italia Serie regolari €30,000+H – Terra rossa – 32S/32Q/16D Singolare - Doppio                          | Andre Begemann Martin Emmrich 7–6(4), 6–3       | Philipp Marx Florin Mergea      | Matthias Bachinger Federico Delbonis | Andreas Haider-Maurer Dušan Lajović Adrian Ungur Adrian Mannarino |
| 13 maggio | BNP Paribas Primrose Bordeaux 2013 Bordeaux, Francia Serie regolari €85,000+H – Terra rossa – 32S/32Q/16D Singolare - Doppio | Gaël Monfils 7–5, 7–6(5)                        | Michaël Llodra                  | David Goffin Guillermo García López  | Kenny de Schepper Martín Alund Steve Darcis Marc Gicquel          |
| 13 maggio | BNP Paribas Primrose Bordeaux 2013 Bordeaux, Francia Serie regolari €85,000+H – Terra rossa – 32S/32Q/16D Singolare - Doppio | Christopher Kas Oliver Marach 2–6, 6–4, [10–1]  | Nicholas Monroe Simon Stadler   | David Goffin Guillermo García López  | Kenny de Schepper Martín Alund Steve Darcis Marc Gicquel          |
| 13 maggio | Busan Open Challenger Tennis 2013 Pusan, Corea del Sud Serie regolari $75,000+H – Cemento – 32S/32Q/16D Singolare - Doppio   | Dudi Sela 6–1, 6–4                              | Alex Bogomolov Jr.              | James McGee Wang Yeu-tzuoo           | Danai Udomchoke Matthew Ebden Tatsuma Itō Zhang Ze                |
| 13 maggio | Busan Open Challenger Tennis 2013 Pusan, Corea del Sud Serie regolari $75,000+H – Cemento – 32S/32Q/16D Singolare - Doppio   | Peng Hsien-yin Yang Tsung-hua 6–4, 6–3          | Jeong Suk-young Lim Yong-kyu    | James McGee Wang Yeu-tzuoo           | Danai Udomchoke Matthew Ebden Tatsuma Itō Zhang Ze                |
| 13 maggio | Samarkand Challenger 2013 Samarcanda, Uzbekistan Serie regolari $50,000 – Terra rossa – 32S/32Q/16D Singolare - Doppio       | Tejmuraz Gabašvili 6–3, 6–4                     | Oleksandr Nedovjesov            | Farruch Dustov Pere Riba             | Filip Krajinović Radu Albot Lucas Pouille Aljaksandr Bury         |
| 13 maggio | Samarkand Challenger 2013 Samarcanda, Uzbekistan Serie regolari $50,000 – Terra rossa – 32S/32Q/16D Singolare - Doppio       | Farruch Dustov Oleksandr Nedovjesov 6–1, 7–6(7) | Radu Albot Jordan Kerr          | Farruch Dustov Pere Riba             | Filip Krajinović Radu Albot Lucas Pouille Aljaksandr Bury         |
| 20 maggio | Nessun torneo | Nessun torneo                                   | Nessun torneo                   | Nessun torneo                        | Nessun torneo                                                     |
| 27 maggio | Nessun torneo | Nessun torneo                                   | Nessun torneo                   | Nessun torneo                        | Nessun torneo                                                     |

### Giugno
| Settimana | Torneo | Campione                                                     | Finalista                            | Semifinalii                               | Eliminati ai quarti                                                           |
| --------- | --- | ------------------------------------------------------------ | ------------------------------------ | ----------------------------------------- | ----------------------------------------------------------------------------- |
| 3 giugno  | UniCredit Czech Open 2013 Prostějov, Repubblica Ceca Serie regolari €106,000+H – Terra rossa – 32S/29Q/16D Singolare - Doppio | Radek Štěpánek 6–4, 6–2                                      | Jiří Veselý                          | Tejmuraz Gabašvili Peter Gojowczyk        | Jan Hájek Albert Montañés Albert Ramos Viñolas Lukáš Rosol                    |
| 3 giugno  | UniCredit Czech Open 2013 Prostějov, Repubblica Ceca Serie regolari €106,000+H – Terra rossa – 32S/29Q/16D Singolare - Doppio | Nicholas Monroe Simon Stadler 6–4, 6–4                       | Mateusz Kowalczyk Lukáš Rosol        | Tejmuraz Gabašvili Peter Gojowczyk        | Jan Hájek Albert Montañés Albert Ramos Viñolas Lukáš Rosol                    |
| 3 giugno  | Città di Caltanissetta 2013 Caltanissetta, Italia Serie regolari $64,000+H – Terra rossa – 32S/24Q/16D Singolare - Doppio     | Dušan Lajović 7–6(4), 6–3                                    | Robin Haase                          | Somdev Devvarman Potito Starace           | Dominik Meffert Federico Delbonis Thiemo de Bakker Marco Cecchinato           |
| 3 giugno  | Città di Caltanissetta 2013 Caltanissetta, Italia Serie regolari $64,000+H – Terra rossa – 32S/24Q/16D Singolare - Doppio     | Dominik Meffert Philipp Oswald 6–2, 6–3                      | Alessandro Giannessi Potito Starace  | Somdev Devvarman Potito Starace           | Dominik Meffert Federico Delbonis Thiemo de Bakker Marco Cecchinato           |
| 3 giugno  | Nottingham Trophy 2013 Nottingham, Gran Bretagna Serie regolari €64,000 – Erba – 32S/32Q/16D Singolare - Doppio               | Matthew Ebden 7–5, 4–6, 7–5                                  | Benjamin Becker                      | Kenny de Schepper Bobby Reynolds          | Adrian Mannarino Michael Berrer Daniel Evans Ruben Bemelmans                  |
| 3 giugno  | Nottingham Trophy 2013 Nottingham, Gran Bretagna Serie regolari €64,000 – Erba – 32S/32Q/16D Singolare - Doppio               | Jamie Murray John Peers 6–2, 6(3)–7, [10–6]                  | Ken Skupski Neal Skupski             | Kenny de Schepper Bobby Reynolds          | Adrian Mannarino Michael Berrer Daniel Evans Ruben Bemelmans                  |
| 3 giugno  | Franken Challenge 2013 Fürth, Germania Serie regolari €42,000+H – Terra rossa – 32S/31Q/16D Singolare - Doppio                | João Sousa 3–6, 6–3, 6–4                                     | Wayne Odesnik                        | Cedrik-Marcel Stebe Andreas Haider-Maurer | Lorenzo Giustino Andreas Beck Simon Greul Leonardo Kirche                     |
| 3 giugno  | Franken Challenge 2013 Fürth, Germania Serie regolari €42,000+H – Terra rossa – 32S/31Q/16D Singolare - Doppio                | Colin Ebelthite Rameez Junaid 6–4, 7–5                       | Christian Harrison Michael Venus     | Cedrik-Marcel Stebe Andreas Haider-Maurer | Lorenzo Giustino Andreas Beck Simon Greul Leonardo Kirche                     |
| 3 giugno  | Arad Challenger 2013 Arad, Romania Serie regolari €42,000+H – Terra rossa – 32S/31Q/16D Singolare - Doppio                    | Adrian Ungur 6–4, 7–6(3)                                     | Marius Copil                         | Pere Riba Jonathan Eysseric               | Facundo Bagnis Henri Laaksonen Guido Andreozzi Yang Tsung-hua                 |
| 3 giugno  | Arad Challenger 2013 Arad, Romania Serie regolari €42,000+H – Terra rossa – 32S/31Q/16D Singolare - Doppio                    | Franko Škugor Antonio Veić 7–6(5),4–6, [11–9]                | Facundo Bagnis Julio César Campozano | Pere Riba Jonathan Eysseric               | Facundo Bagnis Henri Laaksonen Guido Andreozzi Yang Tsung-hua                 |
| 10 giugno | Prague Open 2013 Praga, Repubblica Ceca Serie regolari €42,000 – Terra rossa – 32S/19Q/16D Singolare - Doppio                 | Oleksandr Nedovjesov 6–0, 6–1                                | Javier Martí                         | Ivo Minář Rubén Ramírez Hidalgo           | Andreas Haider-Maurer Andrej Golubev Marsel İlhan Pavol Červenák              |
| 10 giugno | Prague Open 2013 Praga, Repubblica Ceca Serie regolari €42,000 – Terra rossa – 32S/19Q/16D Singolare - Doppio                 | Lee Hsin-han Peng Hsien-yin 6–4, 4–6, [10–5]                 | Vahid Mirzadeh Denis Zivkovic        | Ivo Minář Rubén Ramírez Hidalgo           | Andreas Haider-Maurer Andrej Golubev Marsel İlhan Pavol Červenák              |
| 10 giugno | Nottingham Challenge 2013 Nottingham, Gran Bretagna Serie regolari €64,000 – Erba – 32S/32Q/16D Singolare - Doppio            | Steve Johnson 7–5, 7–5                                       | Ruben Bemelmans                      | Rik De Voest Somdev Devvarman             | Dzmitry Zhyrmont Gō Soeda Illja Marčenko Donald Young                         |
| 10 giugno | Nottingham Challenge 2013 Nottingham, Gran Bretagna Serie regolari €64,000 – Erba – 32S/32Q/16D Singolare - Doppio            | Sanchai Ratiwatana Sonchat Ratiwatana 7–6(5), 6(3)–7, [10–8] | Purav Raja Divij Sharan              | Rik De Voest Somdev Devvarman             | Dzmitry Zhyrmont Gō Soeda Illja Marčenko Donald Young                         |
| 10 giugno | Internationaux de Tennis de Blois 2013 Blois, Francia Serie regolari €30,000+H – Terra rossa – 32S/32Q/16D Singolare - Doppio | Julian Reister 6–1, 6(3)–7, 7–6(2)                           | Dušan Lajović                        | Marc Gicquel Paul Capdeville              | David Guez Pablo Carreño Busta Guido Andreozzi Alejandro González             |
| 10 giugno | Internationaux de Tennis de Blois 2013 Blois, Francia Serie regolari €30,000+H – Terra rossa – 32S/32Q/16D Singolare - Doppio | Jonathan Eysseric Nicolas Renavand 6–3, 6–4                  | Ruben Gonzales Chris Letcher         | Marc Gicquel Paul Capdeville              | David Guez Pablo Carreño Busta Guido Andreozzi Alejandro González             |
| 10 giugno | Košice Open 2013 Košice, Slovacchia Serie regolari €30,000+H – Terra rossa – 32S/32Q/16D Singolare - Doppio                   | Michail Kukuškin 6–4, 1–6, 6–2                               | Damir Džumhur                        | Radu Albot André Ghem                     | Andrej Martin Julio César Campozano Antonio Veić Miloslav Mečíř, Jr.          |
| 10 giugno | Košice Open 2013 Košice, Slovacchia Serie regolari €30,000+H – Terra rossa – 32S/32Q/16D Singolare - Doppio                   | Kamil Čapkovič Igor Zelenay 6–4, 7–6(5)                      | Gero Kretschmer Alexander Satschko   | Radu Albot André Ghem                     | Andrej Martin Julio César Campozano Antonio Veić Miloslav Mečíř, Jr.          |
| 17 giugno | Morocco Tennis Tour - Tanger 2013 Tangeri, Marocco Serie regolari €30,000+H – Terra rossa – 32S/32Q/16D Singolare - Doppio    | Pablo Carreño Busta 6-2, 4-1 ritiro                          | Michail Kukuškin                     | Adrian Sikora Lorenzo Giustino            | Rubén Ramírez Hidalgo Grégoire Burquier Gerald Melzer Roberto Carballés Baena |
| 17 giugno | Morocco Tennis Tour - Tanger 2013 Tangeri, Marocco Serie regolari €30,000+H – Terra rossa – 32S/32Q/16D Singolare - Doppio    | Nikola Ćirić Goran Tošić 6–3, 6(5)–7, [10–8]                 | Maximilian Neuchrist Mate Pavić      | Adrian Sikora Lorenzo Giustino            | Rubén Ramírez Hidalgo Grégoire Burquier Gerald Melzer Roberto Carballés Baena |
| 17 giugno | Aspria Tennis Cup 2013 Milano, Italia Serie regolari €30,000+H – Terra rossa – 32S/28Q/16D Singolare - Doppio                 | Filippo Volandri 6–3, 6–2                                    | Andrej Martin                        | Andrea Arnaboldi Norbert Gombos           | Julio César Campozano Filip Krajinović Simone Vagnozzi Riccardo Sinicropi     |
| 17 giugno | Aspria Tennis Cup 2013 Milano, Italia Serie regolari €30,000+H – Terra rossa – 32S/28Q/16D Singolare - Doppio                 | Marco Crugnola Daniele Giorgini 4–6, 7–5, [10–8]             | Alex Bolt Peng Hsien-yin             | Andrea Arnaboldi Norbert Gombos           | Julio César Campozano Filip Krajinović Simone Vagnozzi Riccardo Sinicropi     |
| 24 giugno | Marburg Open 2013 Marburgo, Germania Serie regolari €30,000+H – Terra rossa – 32S/29Q/16D Singolare - Doppio                  | Andrej Golubev 6–1, 6–3                                      | Diego Schwartzman                    | Jesse Huta Galung Máximo González         | Tim Pütz Norbert Gombos Paul Capdeville Andrej Martin                         |
| 24 giugno | Marburg Open 2013 Marburgo, Germania Serie regolari €30,000+H – Terra rossa – 32S/29Q/16D Singolare - Doppio                  | Andrej Golubev Evgenij Korolëv 6–3, 1–6, [10–6]              | Jesse Huta Galung Jordan Kerr        | Jesse Huta Galung Máximo González         | Tim Pütz Norbert Gombos Paul Capdeville Andrej Martin                         |

### Luglio
| Settimana | Torneo | Campione                                                | Finalista                                       | Semifinalii                                 | Eliminati ai quarti                                                        |
| --------- | --- | ------------------------------------------------------- | ----------------------------------------------- | ------------------------------------------- | -------------------------------------------------------------------------- |
| 1º luglio | Sparkassen Open 2013 Braunschweig, Germania Serie regolari €106,000+H – Terra rossa – 32S/26Q/16D Singolare - Doppio                       | Florian Mayer 4–6, 6–2, 6–1                             | Jiří Veselý                                     | Máximo González Filip Krajinović            | Federico Delbonis Björn Phau Andrej Golubev Antonio Veić                   |
| 1º luglio | Sparkassen Open 2013 Braunschweig, Germania Serie regolari €106,000+H – Terra rossa – 32S/26Q/16D Singolare - Doppio                       | Tomasz Bednarek Mateusz Kowalczyk 6–2, 7–6{4)           | Andreas Siljeström Igor Zelenay                 | Máximo González Filip Krajinović            | Federico Delbonis Björn Phau Andrej Golubev Antonio Veić                   |
| 1º luglio | Nielsen Pro Tennis Championships 2013 Winnetka, Stati Uniti Serie regolari $50,000 – Cemento – 32S/24Q/16D Singolare - Doppio              | Jack Sock 6–4, 6–2                                      | Bradley Klahn                                   | Alex Bogomolov Jr. Somdev Devvarman         | Miša Zverev Tim Smyczek Donald Young Steve Johnson                         |
| 1º luglio | Nielsen Pro Tennis Championships 2013 Winnetka, Stati Uniti Serie regolari $50,000 – Cemento – 32S/24Q/16D Singolare - Doppio              | Yuki Bhambri Michael Venus 2–6, 6–2, [10–8]             | Somdev Devvarman Jack Sock                      | Alex Bogomolov Jr. Somdev Devvarman         | Miša Zverev Tim Smyczek Donald Young Steve Johnson                         |
| 1º luglio | Timișoara Challenger 2013 Timișoara, Romania Serie regolari €30,000+H – Terra rossa – 32S/10Q/16D Singolare - Doppio                       | Andreas Haider-Maurer 6–4, 3–6, 6–4                     | Rubén Ramírez Hidalgo                           | Victor Crivoi Miljan Zekić                  | Adrian Ungur Simone Vagnozzi Pablo Carreño Busta Jonathan Eysseric         |
| 1º luglio | Timișoara Challenger 2013 Timișoara, Romania Serie regolari €30,000+H – Terra rossa – 32S/10Q/16D Singolare - Doppio                       | Jonathan Eysseric Nicolas Renavand 6(6)–7, 6–2, [10–7]  | Ilija Vučić Miljan Zekić                        | Victor Crivoi Miljan Zekić                  | Adrian Ungur Simone Vagnozzi Pablo Carreño Busta Jonathan Eysseric         |
| 1º luglio | Slovenia Open Challenger 2013 Portorose, Slovenia Serie regolari €30,000+H – Cemento – 32S/22Q/16D Singolare - Doppio                      | Grega Žemlja 6–4, 7–5                                   | Martin Fischer                                  | Aljaž Bedene Adrián Menéndez Maceiras       | Michal Konečný Flavio Cipolla Uladzimir Ihnacik Evgenij Donskoj            |
| 1º luglio | Slovenia Open Challenger 2013 Portorose, Slovenia Serie regolari €30,000+H – Cemento – 32S/22Q/16D Singolare - Doppio                      | Marin Draganja Mate Pavić 6–3, 1–6, [10–5]              | Aljaž Bedene Blaž Rola                          | Aljaž Bedene Adrián Menéndez Maceiras       | Michal Konečný Flavio Cipolla Uladzimir Ihnacik Evgenij Donskoj            |
| 1º luglio | Manta Open 2013 Manta, Ecuador Serie regolari $35,000+H – Cemento – 32S/32Q/16D Singolare - Doppio                                         | Michael Russell 4–6, 6–0, 7–5                           | Greg Jones                                      | Alejandro González Facundo Argüello         | Greg Ouellette Marcelo Arévalo Emilio Gómez Andrea Collarini               |
| 1º luglio | Manta Open 2013 Manta, Ecuador Serie regolari $35,000+H – Cemento – 32S/32Q/16D Singolare - Doppio                                         | Marcelo Arévalo Sergio Galdós 6–3, 6–4                  | Alejandro González Carlos Salamanca             | Alejandro González Facundo Argüello         | Greg Ouellette Marcelo Arévalo Emilio Gómez Andrea Collarini               |
| 1º luglio | Internazionali di Tennis dell'Umbria 2013 Todi, Italia Serie regolari €30,000+H – Terra rossa – 32S/32Q/16D Singolare - Doppio             | Pere Riba 7–6(5), 2–6, 7–6(6)                           | Santiago Giraldo                                | Thomas Fabbiano Paolo Lorenzi               | Andrej Martin Gianluca Naso João Sousa Hans Podlipnik-Castillo Castillo    |
| 1º luglio | Internazionali di Tennis dell'Umbria 2013 Todi, Italia Serie regolari €30,000+H – Terra rossa – 32S/32Q/16D Singolare - Doppio             | Santiago Giraldo Cristian Rodríguez 4–6, 7–6{2), [10–3] | Andrea Arnaboldi Gianluca Naso                  | Thomas Fabbiano Paolo Lorenzi               | Andrej Martin Gianluca Naso João Sousa Hans Podlipnik-Castillo Castillo    |
| 8 luglio  | Istanbul Challenger Cup 2013 Istanbul, Turchia Serie regolari €42,000 – Cemento – 32S/31Q/16D Singolare - Doppio                           | Benjamin Becker 6–1, 2–6, 3–2 ritiro                    | Dudi Sela                                       | Adrián Menéndez Maceiras Tejmuraz Gabašvili | David Goffin Mohamed Safwat Karol Beck Michail Kukuškin                    |
| 8 luglio  | Istanbul Challenger Cup 2013 Istanbul, Turchia Serie regolari €42,000 – Cemento – 32S/31Q/16D Singolare - Doppio                           | James Cluskey Fabrice Martin 3–6, 6–3, [10–5]           | Brydan Klein Ruan Roelofse                      | Adrián Menéndez Maceiras Tejmuraz Gabašvili | David Goffin Mohamed Safwat Karol Beck Michail Kukuškin                    |
| 8 luglio  | Beijing International Challenger 2013 Pechino, Cina Serie regolari $75,000+H – Cemento – 32S/32Q/16D Singolare - Doppio                    | Lu Yen-hsun 6–2, 6–4                                    | Gō Soeda                                        | Hiroki Kondo Zhang Ze                       | Di Wu Na Jung-woong Jose Rubin Statham Hiroki Moriya                       |
| 8 luglio  | Beijing International Challenger 2013 Pechino, Cina Serie regolari $75,000+H – Cemento – 32S/32Q/16D Singolare - Doppio                    | Toshihide Matsui Danai Udomchoke 4–6, 7–6(6), [10–8]    | Gong Maoxin Zhang Ze                            | Hiroki Kondo Zhang Ze                       | Di Wu Na Jung-woong Jose Rubin Statham Hiroki Moriya                       |
| 8 luglio  | The Hague Open 2013 Scheveningen, Paesi Bassi Serie regolari €42,000+H – Terra rossa – 32S/27Q/16D Singolare - Doppio                      | Jesse Huta Galung 6–3, 6(2)–7 6–4                       | Robin Haase                                     | Thomas Schoorel Marc Gicquel                | Matwé Middelkoop Lorenzo Giustino Thiago Monteiro Stéphane Robert          |
| 8 luglio  | The Hague Open 2013 Scheveningen, Paesi Bassi Serie regolari €42,000+H – Terra rossa – 32S/27Q/16D Singolare - Doppio                      | Antal van der Duim Boy Westerhof 6–3, 6–3               | Gero Kretschmer Alexander Satschko              | Thomas Schoorel Marc Gicquel                | Matwé Middelkoop Lorenzo Giustino Thiago Monteiro Stéphane Robert          |
| 8 luglio  | Carisap Tennis Cup 2013 San Benedetto, Italia Serie regolari €30,000+H – Terra rossa – 32S/31Q/16D Singolare - Doppio                      | Andrej Martin 6–4, 6–3                                  | João Sousa                                      | Thomas Fabbiano Stefano Trevaglia           | Pere Riba Andreas Haider-Maurer Alessandro Giannessi Norbert Gombos        |
| 8 luglio  | Carisap Tennis Cup 2013 San Benedetto, Italia Serie regolari €30,000+H – Terra rossa – 32S/31Q/16D Singolare - Doppio                      | Pierre-Hugues Herbert Maxime Teixeira 6–4, 6–3          | Alessandro Giannessi João Sousa                 | Thomas Fabbiano Stefano Trevaglia           | Pere Riba Andreas Haider-Maurer Alessandro Giannessi Norbert Gombos        |
| 15 luglio | Levene Gouldin & Thompson Tennis Challenger 2013 Binghamton, Stati Uniti Serie regolari $50,000 – Cemento – 32S/32Q/16D Singolare - Doppio | Alex Kuznetsov 6–4, 3–6, 6–3                            | Bradley Klahn                                   | Rhyne Williams Austin Krajicek              | Takanyi Garanganga Tennys Sandgren Sanam Singh Miša Zverev                 |
| 15 luglio | Levene Gouldin & Thompson Tennis Challenger 2013 Binghamton, Stati Uniti Serie regolari $50,000 – Cemento – 32S/32Q/16D Singolare - Doppio | Bradley Klahn Michael Venus 6–3, 6–4                    | Adam Feeney John-Patrick Smith                  | Rhyne Williams Austin Krajicek              | Takanyi Garanganga Tennys Sandgren Sanam Singh Miša Zverev                 |
| 15 luglio | Challenger Banque Nationale de Granby 2013 Granby, Canada Serie regolari $50,000+H – Cemento – 32S/32Q/16D Singolare - Doppio              | Frank Dancevic 6–4, 6(4)–7, 6–3                         | Lukáš Lacko                                     | Hiroki Moriya Philip Bester                 | James Ward Tatsuma Itō Filip Peliwo Benjamin Mitchell                      |
| 15 luglio | Challenger Banque Nationale de Granby 2013 Granby, Canada Serie regolari $50,000+H – Cemento – 32S/32Q/16D Singolare - Doppio              | Erik Chvojka Peter Polansky 6–4, 6–3                    | Adam El Mihdawy Ante Pavić                      | Hiroki Moriya Philip Bester                 | James Ward Tatsuma Itō Filip Peliwo Benjamin Mitchell                      |
| 15 luglio | Eskişehir Cup 2013 Eskişehir, Turchia Serie regolari €42,000 – Cemento – 32S/23Q/16D Singolare - Doppio                                    | David Goffin 4–6, 7–5, 6–2                              | Marsel İlhan                                    | Tejmuraz Gabašvili Marco Chiudinelli        | Maximilian Neuchrist Enrique López-Pérez Edward Corrie Karol Beck          |
| 15 luglio | Eskişehir Cup 2013 Eskişehir, Turchia Serie regolari €42,000 – Cemento – 32S/23Q/16D Singolare - Doppio                                    | Marin Draganja Mate Pavić 6–3, 3–6, [10–7]              | Sanchai Ratiwatana Sonchat Ratiwatana           | Tejmuraz Gabašvili Marco Chiudinelli        | Maximilian Neuchrist Enrique López-Pérez Edward Corrie Karol Beck          |
| 15 luglio | Poznań Open 2013 Poznań, Polonia Serie regolari €30,000+H – Terra rossa – 32S/32Q/16D Singolare - Doppio                                   | Andreas Haider-Maurer 4–6, 6–1, 7–5                     | Damir Džumhur                                   | Pablo Carreño Busta Stéphane Robert         | Henri Laaksonen Roberto Carballés Baena João Sousa Grzegorz Panfil         |
| 15 luglio | Poznań Open 2013 Poznań, Polonia Serie regolari €30,000+H – Terra rossa – 32S/32Q/16D Singolare - Doppio                                   | Gero Kretschmer Alexander Satschko 6–3, 6–3             | Henri Kontinen Mateusz Kowalczyk                | Pablo Carreño Busta Stéphane Robert         | Henri Laaksonen Roberto Carballés Baena João Sousa Grzegorz Panfil         |
| 15 luglio | Guzzini Challenger 2013 Recanati, Italia Serie regolari €30,000+H – Cemento – 32S/24Q/16D Singolare - Doppio                               | Thomas Fabbiano 6–0, 6–3                                | David Guez                                      | Albano Olivetti Adrián Menéndez Maceiras    | Salvatore Caruso Flavio Cipolla Josselin Ouanna Michael Lammer             |
| 15 luglio | Guzzini Challenger 2013 Recanati, Italia Serie regolari €30,000+H – Cemento – 32S/24Q/16D Singolare - Doppio                               | Ken Skupski Neal Skupski 6–4, 6–2                       | Gianluigi Quinzi Adelchi Virgili                | Albano Olivetti Adrián Menéndez Maceiras    | Salvatore Caruso Flavio Cipolla Josselin Ouanna Michael Lammer             |
| 22 luglio | President's Cup 2013 Astana, Kazakhstan Serie regolari $125,000 - Cemento - 32S/31Q/16D Singolare - Doppio                                 | Dudi Sela 5–7, 6–2, 7–6(6)                              | Michail Kukuškin                                | Konstantin Kravčuk Andrej Golubev           | Ivan Serheev Dzmitry Zhyrmont Marsel İlhan Tejmuraz Gabašvili              |
| 22 luglio | President's Cup 2013 Astana, Kazakhstan Serie regolari $125,000 - Cemento - 32S/31Q/16D Singolare - Doppio                                 | Riccardo Ghedin Claudio Grassi 3–6, 6–3, [10–8]         | Andrej Golubev Michail Kukuškin                 | Konstantin Kravčuk Andrej Golubev           | Ivan Serheev Dzmitry Zhyrmont Marsel İlhan Tejmuraz Gabašvili              |
| 22 luglio | Fifth Third Bank Tennis Championships 2013 Lexington, Stati Uniti Serie regolari $50,000 - Cemento - 32S/32Q/16D Singolare - Doppio        | James Ward 4–6, 6–3, 6–4                                | James Duckworth                                 | Bradley Klahn Filip Peliwo                  | Illja Marčenko Tennys Sandgren Malek Jaziri Tatsuma Itō                    |
| 22 luglio | Fifth Third Bank Tennis Championships 2013 Lexington, Stati Uniti Serie regolari $50,000 - Cemento - 32S/32Q/16D Singolare - Doppio        | Frank Dancevic Peter Polansky 7–5, 6–3                  | Bradley Klahn Michael Venus                     | Bradley Klahn Filip Peliwo                  | Illja Marčenko Tennys Sandgren Malek Jaziri Tatsuma Itō                    |
| 22 luglio | Tampere Open 2013 Tampere, Finlandia Serie regolari €42,500 - Terra rossa - 32S/29Q/16D Singolare - Doppio                                 | Jesse Huta Galung 6–4, 6–3                              | Maxime Teixeira                                 | Blaž Rola Jürgen Zopp                       | Maxim Dubarenco Germain Gigounon Micke Kontinen Guillermo Olaso            |
| 22 luglio | Tampere Open 2013 Tampere, Finlandia Serie regolari €42,500 - Terra rossa - 32S/29Q/16D Singolare - Doppio                                 | Henri Kontinen Goran Tošić 6–4, 6–4                     | Ruben Gonzales Chris Letcher                    | Blaž Rola Jürgen Zopp                       | Maxim Dubarenco Germain Gigounon Micke Kontinen Guillermo Olaso            |
| 22 luglio | Seguros Bolívar Open Medellín 2013 Medellín, Colombia Serie regolari $50,000+H - Terra rossa - 32S/32Q/16D Singolare - Doppio              | Alejandro González 6–4, 6–4                             | Guido Andreozzi                                 | Víctor Estrella Burgos Carlos Salamanca     | Roberto Quiroz Eduardo Schwank Facundo Argüello Nicolás Barrientos         |
| 22 luglio | Seguros Bolívar Open Medellín 2013 Medellín, Colombia Serie regolari $50,000+H - Terra rossa - 32S/32Q/16D Singolare - Doppio              | Emilio Gómez Roman Borvanov 6–3, 7–6(4)                 | Nicolás Barrientos Eduardo Struvay              | Víctor Estrella Burgos Carlos Salamanca     | Roberto Quiroz Eduardo Schwank Facundo Argüello Nicolás Barrientos         |
| 22 luglio | Oberstaufen Cup 2013 Oberstaufen, Germania Serie regolari €30,000+H - Terra rossa - 32S/12Q/16D Singolare - Doppio                         | Guillaume Rufin 6–3, 6–4                                | Peter Gojowczyk                                 | Oleksandr Nedovjesov Dominik Meffert        | Thiago Monteiro Andreas Beck Radu Albot Martín Alund                       |
| 22 luglio | Oberstaufen Cup 2013 Oberstaufen, Germania Serie regolari €30,000+H - Terra rossa - 32S/12Q/16D Singolare - Doppio                         | Dominik Meffert Philipp Oswald 6–1, 3–6, [14–12]        | Stephan Fransen Artem Sitak                     | Oleksandr Nedovjesov Dominik Meffert        | Thiago Monteiro Andreas Beck Radu Albot Martín Alund                       |
| 22 luglio | Guimarães Open 2013 Guimarães, Portogallo Serie regolari €42,500 - Cemento - 32S/29Q/16D Singolare - Doppio                                | João Sousa 6–3, 6–0                                     | Marius Copil                                    | Flavio Cipolla Andrés Artunedo              | Matteo Viola Maximilian Neuchrist Tarō Daniel Daniel Muñoz de la Nava      |
| 22 luglio | Guimarães Open 2013 Guimarães, Portogallo Serie regolari €42,500 - Cemento - 32S/29Q/16D Singolare - Doppio                                | James Cluskey Maximilian Neuchrist 6(5)–7, 6–2, [10–8]  | Roberto Ortega-Olmedo Ricardo Villacorta-Alonso | Flavio Cipolla Andrés Artunedo              | Matteo Viola Maximilian Neuchrist Tarō Daniel Daniel Muñoz de la Nava      |
| 22 luglio | Trofeo Stefano Bellaveglia 2013 Orbetello, Italia Serie regolari €30,000+H - Terra rossa - 32S/29Q/16D Singolare - Doppio                  | Filippo Volandri 6–4, 7–6(7)                            | Pere Riba                                       | Roberto Carballés Baena Pablo Carreño Busta | Renzo Olivo Florent Serra Simone Vagnozzi Alessandro Giannessi             |
| 22 luglio | Trofeo Stefano Bellaveglia 2013 Orbetello, Italia Serie regolari €30,000+H - Terra rossa - 32S/29Q/16D Singolare - Doppio                  | Marco Crugnola Simone Vagnozzi 7–6(3), 6(5)–7, [10–6]   | Guillermo Durán Renzo Olivo                     | Roberto Carballés Baena Pablo Carreño Busta | Renzo Olivo Florent Serra Simone Vagnozzi Alessandro Giannessi             |
| 30 luglio | Odlum Brown Vancouver Open 2013 Vancouver, Canada Serie regolari $100,000 - Cemento - 32S/32Q/16D Singolare - Doppio                       | Vasek Pospisil 6–0, 1–6, 7–5                            | Daniel Evans                                    | Bobby Reynolds Wang Yeu-tzuoo               | Olivier Rochus Frank Dancevic Wayne Odesnik Greg Jones                     |
| 30 luglio | Odlum Brown Vancouver Open 2013 Vancouver, Canada Serie regolari $100,000 - Cemento - 32S/32Q/16D Singolare - Doppio                       | Jonathan Erlich Andy Ram 6–1, 6–4                       | James Cerretani Adil Shamasdin                  | Bobby Reynolds Wang Yeu-tzuoo               | Olivier Rochus Frank Dancevic Wayne Odesnik Greg Jones                     |
| 30 luglio | Open Castilla y León 2013 Segovia, Spagna Serie regolari €42,500 - Cemento - 32S/32Q/16D Singolare - Doppio                                | Pablo Carreño Busta 6–4, 7–6(2)                         | Albano Olivetti                                 | Marco Chiudinelli Roberto Ortega-Olmedo     | Florent Serra Theodoros Angelinos Gerard Granollers Pujol Márton Fucsovics |
| 30 luglio | Open Castilla y León 2013 Segovia, Spagna Serie regolari €42,500 - Cemento - 32S/32Q/16D Singolare - Doppio                                | Ken Skupski Neal Skupski 6–3, 6(4)–7, [10–6]            | Michail Elgin Uladzimir Ihnacik                 | Marco Chiudinelli Roberto Ortega-Olmedo     | Florent Serra Theodoros Angelinos Gerard Granollers Pujol Márton Fucsovics |
| 30 luglio | São Paulo Challenger de Tênis 2013 San Paolo, Brasile Serie regolari $50,000 - Terra rossa - 32S/32Q/16D Singolare - Doppio                | Alejandro González 6–2, 6–3                             | Eduardo Schwank                                 | Blaž Rola José Hernández                    | João Souza Agustín Velotti Marco Trungelliti Paul Capdeville               |
| 30 luglio | São Paulo Challenger de Tênis 2013 San Paolo, Brasile Serie regolari $50,000 - Terra rossa - 32S/32Q/16D Singolare - Doppio                | Fernando Romboli Eduardo Schwank 6(6)–7, 6–4, [10–8]    | Nicolás Barrientos Marcelo Arévalo              | Blaž Rola José Hernández                    | João Souza Agustín Velotti Marco Trungelliti Paul Capdeville               |
| 30 luglio | Liberec Open 2013 Liberec, Repubblica Ceca Serie regolari €30,000+H - Terra rossa - 32S/32Q/16D Singolare - Doppio                         | Jiří Veselý 6(2)–7, 7–6(7), 6–4                         | Federico Delbonis                               | Blaž Kavčič Pere Riba                       | Jan Mertl Grzegorz Panfil Guillermo Olaso Thomas Fabbiano                  |
| 30 luglio | Liberec Open 2013 Liberec, Repubblica Ceca Serie regolari €30,000+H - Terra rossa - 32S/32Q/16D Singolare - Doppio                         | Rameez Junaid Tim Pütz 6–0, 6–2                         | Colin Ebelthite Lee Hsin-han                    | Blaž Kavčič Pere Riba                       | Jan Mertl Grzegorz Panfil Guillermo Olaso Thomas Fabbiano                  |

### Agosto
| Settimana | Torneo | Campione                                     | Finalista                       | Semifinali                              | Eliminati ai quarti                                           |
| --------- | --- | -------------------------------------------- | ------------------------------- | --------------------------------------- | ------------------------------------------------------------- |
| 5 agosto  | Comerica Bank Challenger 2013 Aptos, Stati Uniti Serie regolari $100,000 - Cemento - 32S/32Q/16D Singolare - Doppio                  | Bradley Klahn 3–6, 7–6(5), 6–4               | Daniel Evans                    | Farruch Dustov Evgenij Donskoj          | Guido Pella Tennys Sandgren Wayne Odesnik Miša Zverev         |
| 5 agosto  | Comerica Bank Challenger 2013 Aptos, Stati Uniti Serie regolari $100,000 - Cemento - 32S/32Q/16D Singolare - Doppio                  | Jonathan Erlich Andy Ram 6–3, 6(6)–7, [10–2] | Chris Guccione Matt Reid        | Farruch Dustov Evgenij Donskoj          | Guido Pella Tennys Sandgren Wayne Odesnik Miša Zverev         |
| 5 agosto  | San Marino CEPU Open 2013 San Marino, San Marino Serie regolari €85,000+H - Terra rossa - 32S/32Q/16D Singolare - Doppio             | Marco Cecchinato 6–3, 6–4                    | Filippo Volandri                | Daniel Gimeno Traver Jan-Lennard Struff | Blaž Kavčič Guillaume Rufin Jiří Veselý Adrian Ungur          |
| 5 agosto  | San Marino CEPU Open 2013 San Marino, San Marino Serie regolari €85,000+H - Terra rossa - 32S/32Q/16D Singolare - Doppio             | Nicholas Monroe Simon Stadler 6–2, 6–4       | Daniele Bracciali Florin Mergea | Daniel Gimeno Traver Jan-Lennard Struff | Blaž Kavčič Guillaume Rufin Jiří Veselý Adrian Ungur          |
| 5 agosto  | Rio Tennis Cup 2013 Rio de Janeiro, Brasile Serie regolari $50,000 - Terra rossa - 32S/32Q/16D Singolare - Doppio                    | Agustín Velotti 6–3, 6–4                     | Blaž Rola                       | Emilio Gómez Eduardo Schwank            | Guilherme Clezar Leonardo Kirche Bastián Malla Cristian Garín |
| 5 agosto  | Rio Tennis Cup 2013 Rio de Janeiro, Brasile Serie regolari $50,000 - Terra rossa - 32S/32Q/16D Singolare - Doppio                    | Thiemo de Bakker André Sá 6–3, 6–2           | Marcelo Demoliner João Souza    | Emilio Gómez Eduardo Schwank            | Guilherme Clezar Leonardo Kirche Bastián Malla Cristian Garín |
| 12 agosto | Kazan Summer Cup 2013 Kazan', Russia Serie regolari $50,000 - Cemento - 32S/32Q/16D Singolare - Doppio                               | Serhij Stachovs'kyj 6–2, 6–3                 | Valerij Rudnev                  | Aleksandr Kudrjavcev Konstantin Kravčuk | Aslan Karacev Matteo Viola Adrian Sikora Aleksandr Lobkov     |
| 12 agosto | Kazan Summer Cup 2013 Kazan', Russia Serie regolari $50,000 - Cemento - 32S/32Q/16D Singolare - Doppio                               | Viktor Baluda Konstantin Kravčuk 6–3, 6–4    | Ivo Klec Jürgen Zopp            | Aleksandr Kudrjavcev Konstantin Kravčuk | Aslan Karacev Matteo Viola Adrian Sikora Aleksandr Lobkov     |
| 12 agosto | Credit Agricole Friuladria Tennis Cup 2013 Cordenons, Italia Serie regolari €42,500+H - Terra rossa - 32S/32Q/16D Singolare - Doppio | Pablo Carreño Busta 6–4, 6–4                 | Grégoire Burquier               | Paolo Lorenzi Potito Starace            | Gianluca Naso Norbert Gombos Filippo Volandri Janez Semrajč   |
| 12 agosto | Credit Agricole Friuladria Tennis Cup 2013 Cordenons, Italia Serie regolari €42,500+H - Terra rossa - 32S/32Q/16D Singolare - Doppio | Marin Draganja Franko Škugor 6–4, 6–4        | Norbert Gombos Roman Jebavý     | Paolo Lorenzi Potito Starace            | Gianluca Naso Norbert Gombos Filippo Volandri Janez Semrajč   |
| 12 agosto | Meerbusch Challenger 2013 Meerbusch, Germania Serie regolari €30,000+H - Terra rossa - 32S/32Q/16D Singolare - Doppio                | Jan Hájek 6–3, 6–4                           | Jesse Huta Galung               | Pere Riba Miloslav Mečíř, Jr.           | Yannick Mertens Dustin Brown Simon Greul Bastian Knittel      |
| 12 agosto | Meerbusch Challenger 2013 Meerbusch, Germania Serie regolari €30,000+H - Terra rossa - 32S/32Q/16D Singolare - Doppio                | Rameez Junaid Frank Moser 6–3, 7–6(4)        | Dustin Brown Philipp Marx       | Pere Riba Miloslav Mečíř, Jr.           | Yannick Mertens Dustin Brown Simon Greul Bastian Knittel      |
| 19 agosto | Nessun torneo | Nessun torneo                                | Nessun torneo                   | Nessun torneo                           | Nessun torneo                                                 |
| 26 agosto | Chang-Sat Bangkok Open 2013 Bangkok, Thailandia Serie regolari $50,000 - Cemento - 32S/32Q/16D Singolare - Doppio                    | Blaž Kavčič 6–3, 6–1                         | Jeong Suk-Young                 | Wang Yeu-tzuoo Matthew Ebden            | Aleksandr Kudrjavcev Matt Reid Yūichi Sugita Hiroki Moriya    |
| 26 agosto | Chang-Sat Bangkok Open 2013 Bangkok, Thailandia Serie regolari $50,000 - Cemento - 32S/32Q/16D Singolare - Doppio                    | Chen Ti Huang Liang-Chi 6–3, 6–2             | Jeong Suk-Young Nam Ji Sung     | Wang Yeu-tzuoo Matthew Ebden            | Aleksandr Kudrjavcev Matt Reid Yūichi Sugita Hiroki Moriya    |
| 26 agosto | Città di Como Challenger 2013 Como, Italia Serie regolari €30,000+H - Terra rossa - 32S/32Q/16D Singolare - Doppio                   | Pablo Carreño Busta 6–2, 5–7, 6–0            | Dominic Thiem                   | Marco Crugnola Lorenzo Giustino         | Gianluca Naso Tejmuraz Gabašvili Simon Greul Ilija Bozoljac   |
| 26 agosto | Città di Como Challenger 2013 Como, Italia Serie regolari €30,000+H - Terra rossa - 32S/32Q/16D Singolare - Doppio                   | Rameez Junaid Igor Zelenay 7–5, 7–6(2)       | Marco Crugnola Stefano Ianni    | Marco Crugnola Lorenzo Giustino         | Gianluca Naso Tejmuraz Gabašvili Simon Greul Ilija Bozoljac   |

### Settembre
| Settimana    | Torneo | Campione                                                   | Finalista                                     | Semifinali                                | Eliminati ai quarti                                                        |
| ------------ | --- | ---------------------------------------------------------- | --------------------------------------------- | ----------------------------------------- | -------------------------------------------------------------------------- |
| 2 settembre  | Genoa Open Challenger 2013 Genova, Italia Serie regolari €85,000+H – Terra rossa – 32S/32Q/16D Singolare – Doppio                            | Dustin Brown 7–6(5),6–3                                    | Filippo Volandri                              | Paolo Lorenzi Andrej Martin               | Andrea Arnaboldi Jan Hájek Pablo Carreño Busta Alessio di Mauro            |
| 2 settembre  | Genoa Open Challenger 2013 Genova, Italia Serie regolari €85,000+H – Terra rossa – 32S/32Q/16D Singolare – Doppio                            | Daniele Bracciali Oliver Marach 6–3, 2–6, [11–9]           | Marin Draganja Mate Pavić                     | Paolo Lorenzi Andrej Martin               | Andrea Arnaboldi Jan Hájek Pablo Carreño Busta Alessio di Mauro            |
| 2 settembre  | TEAN International 2013 Alphen aan den Rijn, Paesi Bassi Serie regolari €42,500 – Terra rossa – 32S/32Q/16D Singolare – Doppio               | Daniel Gimeno Traver 6–2, 6–4                              | Thomas Schoorel                               | Thiemo de Bakker Jesse Huta Galung        | Marek Michalička Ruben Bemelmans Richard Becker Boy Westerhof              |
| 2 settembre  | TEAN International 2013 Alphen aan den Rijn, Paesi Bassi Serie regolari €42,500 – Terra rossa – 32S/32Q/16D Singolare – Doppio               | Antal van der Duim Boy Westerhof 4–6, 6–3, [12–10]         | Simon Greul Wesley Koolhof                    | Thiemo de Bakker Jesse Huta Galung        | Marek Michalička Ruben Bemelmans Richard Becker Boy Westerhof              |
| 2 settembre  | Shanghai Challenger 2013 Shanghai, Cina Serie regolari $50,000 – Cemento – 32S/32Q/16D Singolare – Doppio                                    | Yūichi Sugita 6–3, 6–3                                     | Hiroki Moriya                                 | Zhang Ze Yasutaka Uchiyama                | Wu Di Malek Jaziri Tatsuma Itō Toshihide Matsui                            |
| 2 settembre  | Shanghai Challenger 2013 Shanghai, Cina Serie regolari $50,000 – Cemento – 32S/32Q/16D Singolare – Doppio                                    | Sanchai Ratiwatana Sonchat Ratiwatana 6–3, 6–4             | Lee Hsin-han Peng Hsien-yin                   | Zhang Ze Yasutaka Uchiyama                | Wu Di Malek Jaziri Tatsuma Itō Toshihide Matsui                            |
| 2 settembre  | Trophée des Alpilles 2013 Saint-Rémy-de-Provence, Francia Serie regolari €42,500 – Cemento – 32S/32Q/16D Singolare – Doppio                  | Marc Gicquel 6–4, 6–3                                      | Matteo Viola                                  | Martin Fischer Paul-Henri Mathieu         | Andrej Golubev Pierre-Hugues Herbert Flavio Cipolla Josselin Ouanna        |
| 2 settembre  | Trophée des Alpilles 2013 Saint-Rémy-de-Provence, Francia Serie regolari €42,500 – Cemento – 32S/32Q/16D Singolare – Doppio                  | Pierre-Hugues Herbert Albano Olivetti 6–3, 6(5)–7, [15–13] | Marc Gicquel Josselin Ouanna                  | Martin Fischer Paul-Henri Mathieu         | Andrej Golubev Pierre-Hugues Herbert Flavio Cipolla Josselin Ouanna        |
| 2 settembre  | Brașov Challenger 2013 Brașov, Romania Serie regolari €30,000+H – Terra rossa – 32S/32Q/16D Singolare – Doppio                               | Andreas Haider-Maurer 6(9)–7,6–4, 6–2                      | Gerald Melzer                                 | Dušan Lajović Julian Reister              | Lucas Pouille Oleksandr Nedovjesov Thomas Fabbiano Patrick Ciorcilă        |
| 2 settembre  | Brașov Challenger 2013 Brașov, Romania Serie regolari €30,000+H – Terra rossa – 32S/32Q/16D Singolare – Doppio                               | Oleksandr Nedovjesov Jaroslav Pospíšil 6–3, 6–1            | Teodor-Dacian Crăciun Petru-Alexandru Luncanu | Dušan Lajović Julian Reister              | Lucas Pouille Oleksandr Nedovjesov Thomas Fabbiano Patrick Ciorcilă        |
| 9 settembre  | American Express - TED Open 2013 Istanbul, Turchia Serie regolari $75,000 – Cemento – 32S/32Q/16D Singolare – Doppio                         | Michail Kukuškin 6–3, 6–3                                  | Illja Marčenko                                | Guillermo García López John-Patrick Smith | Flavio Cipolla Aldin Šetkić Martin Fischer Konstantin Kravčuk              |
| 9 settembre  | American Express - TED Open 2013 Istanbul, Turchia Serie regolari $75,000 – Cemento – 32S/32Q/16D Singolare – Doppio                         | Jamie Delgado Jordan Kerr 6–3, 6–2                         | James Cluskey Adrián Menéndez Maceiras        | Guillermo García López John-Patrick Smith | Flavio Cipolla Aldin Šetkić Martin Fischer Konstantin Kravčuk              |
| 9 settembre  | Seguros Bolívar Open Cali 2013 Cali, Colombia Serie regolari $50,000+H – Terra rossa – 32S/32Q/16D Singolare – Doppio                        | Facundo Bagnis 6–2, 4–6, 6–3                               | Facundo Argüello                              | João Souza Andrea Collarini               | Ricardo Hocevar Thales Turini Agustín Velotti Guido Andreozzi              |
| 9 settembre  | Seguros Bolívar Open Cali 2013 Cali, Colombia Serie regolari $50,000+H – Terra rossa – 32S/32Q/16D Singolare – Doppio                        | Guido Andreozzi Eduardo Schwank 6–2, 6–4                   | Carlos Salamanca João Souza                   | João Souza Andrea Collarini               | Ricardo Hocevar Thales Turini Agustín Velotti Guido Andreozzi              |
| 9 settembre  | Pétange Open 2013 Pétange, Lussemburgo Serie regolari €64,000 – Cemento (indoor) – 32S/32Q/16D Singolare – Doppio                            | Tobias Kamke 1–6, 6–3, 7–5                                 | Paul-Henri Mathieu                            | Niels Desein Jürgen Zopp                  | Jan-Lennard Struff Benjamin Becker Ričardas Berankis Stéphane Bohli        |
| 9 settembre  | Pétange Open 2013 Pétange, Lussemburgo Serie regolari €64,000 – Cemento (indoor) – 32S/32Q/16D Singolare – Doppio                            | Ken Skupski Neal Skupski 6–3, 6(5)–7, [10–7]               | Benjamin Becker Tobias Kamke                  | Niels Desein Jürgen Zopp                  | Jan-Lennard Struff Benjamin Becker Ričardas Berankis Stéphane Bohli        |
| 9 settembre  | Banja Luka Challenger 2013 Banja Luka, Bosnia ed Erzegovina Serie regolari €64,000+H – Terra rossa – 32S/32Q/16D Singolare – Doppio          | Aljaž Bedene 6–3, 6–4                                      | Diego Schwartzman                             | Filippo Volandri Kristijan Mesaros        | Oleksandr Nedovjesov Jan Mertl Ante Pavić Norbet Gombos                    |
| 9 settembre  | Banja Luka Challenger 2013 Banja Luka, Bosnia ed Erzegovina Serie regolari €64,000+H – Terra rossa – 32S/32Q/16D Singolare – Doppio          | Marin Draganja Nikola Mektić 6–4, 3–6, [10–6]              | Dominik Meffert Oleksandr Nedovjesov          | Filippo Volandri Kristijan Mesaros        | Oleksandr Nedovjesov Jan Mertl Ante Pavić Norbet Gombos                    |
| 9 settembre  | Copa Sevilla 2013 Siviglia, Spagna Serie regolari €42,500+H – Terra gialla – 32S/32Q/16D Singolare – Doppio                                  | Daniel Gimeno Traver 6–4, 7–6(2)                           | Stéphane Robert                               | Renzo Olivo Andreas Beck                  | Riccardo Bellotti Alexander Ward Carlos Gomez-Herrera Albert Ramos Viñolas |
| 9 settembre  | Copa Sevilla 2013 Siviglia, Spagna Serie regolari €42,500+H – Terra gialla – 32S/32Q/16D Singolare – Doppio                                  | Alessandro Motti Stéphane Robert 7–5, 7–5                  | Stephan Fransen Wesley Koolhof                | Renzo Olivo Andreas Beck                  | Riccardo Bellotti Alexander Ward Carlos Gomez-Herrera Albert Ramos Viñolas |
| 9 settembre  | Morocco Tennis Tour - Meknes 2013 Meknès, Marocco Serie regolari €30,000+H – Terra rossa – 32S/29Q/16D Singolare – Doppio                    | Cedrik-Marcel Stebe 6–1, 4–6, 6–2                          | Yannik Reuter                                 | Kimmer Coppejans Laurent Lokoli           | Juan Lizariturry Steven Diez Gerald Melzer Jordi Samper-Montana            |
| 9 settembre  | Morocco Tennis Tour - Meknes 2013 Meknès, Marocco Serie regolari €30,000+H – Terra rossa – 32S/29Q/16D Singolare – Doppio                    | Alessandro Giannessi Gianluca Naso 7–5, 7–6(3)             | Gerard Granollers Pujol Jordi Samper-Montana  | Kimmer Coppejans Laurent Lokoli           | Juan Lizariturry Steven Diez Gerald Melzer Jordi Samper-Montana            |
| 16 settembre | Kaohsiung Cup 2013 Kaohsiung, Taiwan Serie regolari $125,000+H – Cemento – 32S/29Q/16D Singolare – Doppio                                    | Lu Yen-hsun 6–4, 6–3                                       | Yuki Bhambri                                  | Matthew Ebden Jack Sock                   | Wang Yeu-tzuoo Lim Yong-Kyu Alejandro González John-Patrick Smith          |
| 16 settembre | Kaohsiung Cup 2013 Kaohsiung, Taiwan Serie regolari $125,000+H – Cemento – 32S/29Q/16D Singolare – Doppio                                    | Juan Sebastián Cabal Robert Farah 6–4, 6–2                 | Yuki Bhambri Wang Chieh-fu                    | Matthew Ebden Jack Sock                   | Wang Yeu-tzuoo Lim Yong-Kyu Alejandro González John-Patrick Smith          |
| 16 settembre | Pekao Szczecin Open 2013 Stettino, Polonia Serie regolari €106,500+H – Terra rossa – 32S/32Q/16D Singolare – Doppio                          | Oleksandr Nedovjesov 6–2, 7–5                              | Pere Riba                                     | Diego Schwartzman Potito Starace          | Grzegorz Panfil Antonio Veić Jan Mertl Pablo Andújar                       |
| 16 settembre | Pekao Szczecin Open 2013 Stettino, Polonia Serie regolari €106,500+H – Terra rossa – 32S/32Q/16D Singolare – Doppio                          | Ken Skupski Neal Skupski 6–4, 1–6, [10–7]                  | Andrea Arnaboldi Alessandro Giannessi         | Diego Schwartzman Potito Starace          | Grzegorz Panfil Antonio Veić Jan Mertl Pablo Andújar                       |
| 16 settembre | Izmir Cup 2013 Smirne, Turchia Serie regolari €64,000 – Cemento – 32S/32Q/16D Singolare – Doppio                                             | Michail Kukuškin 6–1, 6–4                                  | Louk Sorensen                                 | Flavio Cipolla Di Wu                      | Malek Jaziri Marsel İlhan Peter Gojowczyk Adrián Menéndez Maceiras         |
| 16 settembre | Izmir Cup 2013 Smirne, Turchia Serie regolari €64,000 – Cemento – 32S/32Q/16D Singolare – Doppio                                             | Austin Krajicek Tennys Sandgren 7–6(4), 6–4                | Brydan Klein Dane Propoggia                   | Flavio Cipolla Di Wu                      | Malek Jaziri Marsel İlhan Peter Gojowczyk Adrián Menéndez Maceiras         |
| 16 settembre | ATP Challenger Trophy 2013 Trnava, Slovacchia Serie regolari €42,500+H – Terra rossa – 32S/32Q/16D Singolare – Doppio                        | Julian Reister 7–6(3),6–3                                  | Adrian Ungur                                  | Aljaž Bedene Stéphane Robert              | Andrej Kuznecov Kristijan Mesaroš Norbert Gombos Jan Hájek                 |
| 16 settembre | ATP Challenger Trophy 2013 Trnava, Slovacchia Serie regolari €42,500+H – Terra rossa – 32S/32Q/16D Singolare – Doppio                        | Marin Draganja Mate Pavić 7–5, 4–6, [10–6]                 | Aljaž Bedene Jaroslav Pospíšil                | Aljaž Bedene Stéphane Robert              | Andrej Kuznecov Kristijan Mesaroš Norbert Gombos Jan Hájek                 |
| 16 settembre | Campeonato Internacional de Tênis de Campinas 2013 Campinas, Brasile Serie regolari $35,000+H – Terra rossa – 32S/32Q/16D Singolare – Doppio | Guilherme Clezar 6–4, 6–4                                  | Facundo Bagnis                                | Máximo González Bjorn Fratangelo          | Guido Pella Gastão Elias Fernando Romboli Martín Alund                     |
| 16 settembre | Campeonato Internacional de Tênis de Campinas 2013 Campinas, Brasile Serie regolari $35,000+H – Terra rossa – 32S/32Q/16D Singolare – Doppio | Guido Andreozzi Máximo González 6–4, 6–4                   | Thiago Alves Thiago Monteiro                  | Máximo González Bjorn Fratangelo          | Guido Pella Gastão Elias Fernando Romboli Martín Alund                     |
| 16 settembre | Morocco Tennis Tour Kenitra 2013 Kenitra, Marocco Serie regolari €30,000+H – Terra rossa – 32S/32Q/16D Singolare – Doppio                    | Dominic Thiem 7–6(4), 5–1 rit.                             | Tejmuraz Gabašvili                            | Gerard Granollers Pujol Blaž Rola         | Cedrik-Marcel Stebe Guillermo Olaso Aleksandr Rumjancev Gerald Melzer      |
| 16 settembre | Morocco Tennis Tour Kenitra 2013 Kenitra, Marocco Serie regolari €30,000+H – Terra rossa – 32S/32Q/16D Singolare – Doppio                    | Gerard Granollers Pujol Jordi Samper-Montana 6–4, 6–4      | Tarō Daniel Aleksandr Rumjancev               | Gerard Granollers Pujol Blaž Rola         | Cedrik-Marcel Stebe Guillermo Olaso Aleksandr Rumjancev Gerald Melzer      |
| 16 settembre | Quito Challenger 2013 Quito, Ecuador Serie regolari $35,000+H – Terra rossa – 32S/32Q/16D Singolare – Doppio                                 | Víctor Estrella Burgos 2–6, 6–4, 6–4                       | Marco Trungelliti                             | Giovanni Lapentti Chase Buchanan          | Emilio Gómez Juan-Carlos Spir Carlos Salamanca Renzo Olivo                 |
| 16 settembre | Quito Challenger 2013 Quito, Ecuador Serie regolari $35,000+H – Terra rossa – 32S/32Q/16D Singolare – Doppio                                 | Kevin King Juan-Carlos Spir 7–5, 6(9)–7, [11–9]            | Christopher Diaz-Figueroa Carlos Salamanca    | Giovanni Lapentti Chase Buchanan          | Emilio Gómez Juan-Carlos Spir Carlos Salamanca Renzo Olivo                 |
| 23 settembre | Open d'Orléans 2013 Orléans, Francia Serie regolari €106,500+H – Cemento (indoor) – 32S/32Q/16D Singolare – Doppio                           | Radek Štěpánek 6–3, 6–4                                    | Leonardo Mayer                                | Benoît Paire Pierre-Hugues Herbert        | Jiří Veselý Matthias Bachinger Illja Marčenko Michaël Llodra               |
| 23 settembre | Open d'Orléans 2013 Orléans, Francia Serie regolari €106,500+H – Cemento (indoor) – 32S/32Q/16D Singolare – Doppio                           | Illja Marčenko Serhij Stachovs'kyj 7–5, 6–3                | Ričardas Berankis Franko Škugor               | Benoît Paire Pierre-Hugues Herbert        | Jiří Veselý Matthias Bachinger Illja Marčenko Michaël Llodra               |
| 23 settembre | Sibiu Open 2013 Sibiu, Romania Serie regolari €30,000+H – Terra rossa – 32S/32Q/16D Singolare – Doppio                                       | Jaroslav Pospíšil 4–6, 6–4, 6–1                            | Marco Cecchinato                              | Dušan Lajović Adrian Ungur                | Filippo Volandri Boris Pašanski Julian Reister Alessandro Giannessi        |
| 23 settembre | Sibiu Open 2013 Sibiu, Romania Serie regolari €30,000+H – Terra rossa – 32S/32Q/16D Singolare – Doppio                                       | Rameez Junaid Philipp Oswald 6–4, 6–4                      | Jamie Delgado Jordan Kerr                     | Dušan Lajović Adrian Ungur                | Filippo Volandri Boris Pašanski Julian Reister Alessandro Giannessi        |
| 23 settembre | Fergana Challenger 2013 Fergana, Uzbekistan Serie regolari $35,000+H – Cemento – 32S/28Q/16D Singolare – Doppio                              | Radu Albot 7–6(9), 6(3)–7, 6–1                             | Ilija Bozoljac                                | Andrej Golubev Malek Jaziri               | Mohamed Safwat Aljaksandr Bury Aleksandr Lobkov Aleksandr Kudrjavcev       |
| 23 settembre | Fergana Challenger 2013 Fergana, Uzbekistan Serie regolari $35,000+H – Cemento – 32S/28Q/16D Singolare – Doppio                              | Farruch Dustov Malek Jaziri 6–3, 6–3                       | Ilija Bozoljac Roman Jebavý                   | Andrej Golubev Malek Jaziri               | Mohamed Safwat Aljaksandr Bury Aleksandr Lobkov Aleksandr Kudrjavcev       |
| 23 settembre | Aberto de Tênis do Rio Grande do Sul 2013 Porto Alegre, Brasile Serie regolari $35,000+H – Terra rossa – 32S/32Q/16D Singolare – Doppio      | Facundo Argüello 6–4, 6–1                                  | Máximo González                               | Guilherme Clezar Pedro Sousa              | André Ghem Ricardo Hocevar Guido Andreozzi Gianluigi Quinzi                |
| 23 settembre | Aberto de Tênis do Rio Grande do Sul 2013 Porto Alegre, Brasile Serie regolari $35,000+H – Terra rossa – 32S/32Q/16D Singolare – Doppio      | Guillermo Durán Máximo González 3–6, 6–1, [10–5]           | Víctor Estrella Burgos João Souza             | Guilherme Clezar Pedro Sousa              | André Ghem Ricardo Hocevar Guido Andreozzi Gianluigi Quinzi                |
| 23 settembre | Napa Valley Challenger 2013 Napa, Stati Uniti Serie regolari $50,000 – Cemento – 32S/32Q/16D Singolare – Doppio                              | Donald Young 4–6, 6–4, 6–2                                 | Matthew Ebden                                 | Alex Kuznetsov Tim Smyczek                | Denis Kudla Michael Venus Rhyne Williams Bradley Klahn                     |
| 23 settembre | Napa Valley Challenger 2013 Napa, Stati Uniti Serie regolari $50,000 – Cemento – 32S/32Q/16D Singolare – Doppio                              | Bobby Reynolds John-Patrick Smith 6–4, 7–6(2)              | Steve Johnson Tim Smyczek                     | Alex Kuznetsov Tim Smyczek                | Denis Kudla Michael Venus Rhyne Williams Bradley Klahn                     |
| 30 settembre | Ethias Trophy 2013 Mons, Belgio Serie regolari €106,500+H – Cemento – 32S/32Q/16D Singolare – Doppio                                         | Radek Štěpánek 6–3, 7–5                                    | Igor Sijsling                                 | Marc Gicquel Andreas Beck                 | Adrian Ungur Paul-Henri Mathieu Norbert Gombos Matthias Bachinger          |
| 30 settembre | Ethias Trophy 2013 Mons, Belgio Serie regolari €106,500+H – Cemento – 32S/32Q/16D Singolare – Doppio                                         | Jesse Huta Galung Igor Sijsling 4–6, 7–6(2), [10–7]        | Eric Butorac Raven Klaasen                    | Marc Gicquel Andreas Beck                 | Adrian Ungur Paul-Henri Mathieu Norbert Gombos Matthias Bachinger          |
| 30 settembre | Sacramento Challenger 2013 Sacramento, Stati Uniti Serie regolari $100,000 – Cemento – 32S/32Q/16D Singolare – Doppio                        | Donald Young 7–5, 6–3                                      | Tim Smyczek                                   | Jarmere Jenkins Nick Kyrgios              | Matt Reid Matthew Ebden Bradley Klahn Samuel Groth                         |
| 30 settembre | Sacramento Challenger 2013 Sacramento, Stati Uniti Serie regolari $100,000 – Cemento – 32S/32Q/16D Singolare – Doppio                        | Matt Reid John-Patrick Smith 7–6(1), 4–6, [14–12]          | Jarmere Jenkins Donald Young                  | Jarmere Jenkins Nick Kyrgios              | Matt Reid Matthew Ebden Bradley Klahn Samuel Groth                         |
| 30 settembre | IS Open 2013 San Paolo, Brasile Serie regolari €35,000+H – Terra rossa – 32S/32Q/16D Singolare – Doppio                                      | Guido Pella 6–1, 6–0                                       | Facundo Argüello                              | Rogério Dutra da Silva Pedro Sousa        | Blaž Kavčič João Souza Thiago Monteiro Antonio Veić                        |
| 30 settembre | IS Open 2013 San Paolo, Brasile Serie regolari €35,000+H – Terra rossa – 32S/32Q/16D Singolare – Doppio                                      | Roman Borvanov Artem Sitak 6–4, 7–6(3)                     | Sergio Galdós Guido Pella                     | Rogério Dutra da Silva Pedro Sousa        | Blaž Kavčič João Souza Thiago Monteiro Antonio Veić                        |

### Ottobre
| Settimana  | Torneo | Campione                                      | Finalista                               | Semifinali                           | Eliminati ai quarti                                               |
| ---------- | --- | --------------------------------------------- | --------------------------------------- | ------------------------------------ | ----------------------------------------------------------------- |
| 7 ottobre  | Tashkent Challenger 2013 Tashkent, Uzbekistan Serie regolari €125,000+H - Cemento - 32S/32Q/16D Singolare – Doppio                               | Dudi Sela 6–1, 6–2                            | Tejmuraz Gabašvili                      | Lukáš Lacko Amir Weintraub           | Farruch Dustov Oleksandr Nedovjesov Malek Jaziri Evgenij Donskoj  |
| 7 ottobre  | Tashkent Challenger 2013 Tashkent, Uzbekistan Serie regolari €125,000+H - Cemento - 32S/32Q/16D Singolare – Doppio                               | Michail Elgin Tejmuraz Gabašvili 6–4, 6–4     | Purav Raja Divij Sharan                 | Lukáš Lacko Amir Weintraub           | Farruch Dustov Oleksandr Nedovjesov Malek Jaziri Evgenij Donskoj  |
| 7 ottobre  | Tiburon Challenger 2013 Tiburon, Stati Uniti Serie regolari €100,000 - Cemento - 32S/32Q/16D Singolare – Doppio                                  | Peter Polansky 7–5, 6–3                       | Matthew Ebden                           | Denis Kudla Tim Smyczek              | John-Patrick Smith Benjamin Mitchell Tennys Sandgren Donald Young |
| 7 ottobre  | Tiburon Challenger 2013 Tiburon, Stati Uniti Serie regolari €100,000 - Cemento - 32S/32Q/16D Singolare – Doppio                                  | Austin Krajicek Rhyne Williams 6–4, 6–1       | Bradley Klahn Rajeev Ram                | Denis Kudla Tim Smyczek              | John-Patrick Smith Benjamin Mitchell Tennys Sandgren Donald Young |
| 7 ottobre  | Open de Rennes 2013 Rennes, Francia Serie regolari $64,000+H – Cemento indoor – 32S/32Q/16D Singolare – Doppio                                   | Nicolas Mahut 6–3, 7–6(3)                     | Kenny de Schepper                       | Maxime Teixeira Marc Gicquel         | Kimmer Coppejans Andrej Martin Michael Berrer Josselin Ouanna     |
| 7 ottobre  | Open de Rennes 2013 Rennes, Francia Serie regolari $64,000+H – Cemento indoor – 32S/32Q/16D Singolare – Doppio                                   | Oliver Marach Florin Mergea 6–4, 3–6, [10–7]  | Nicholas Monroe Simon Stadler           | Maxime Teixeira Marc Gicquel         | Kimmer Coppejans Andrej Martin Michael Berrer Josselin Ouanna     |
| 7 ottobre  | Aberto Rio Preto 2013 São José do Rio Preto, Brasile Serie regolari €50,000+H - Terra rossa - 32S/32Q/16D Singolare – Doppio                     | João Souza 7–6(0), 6–3                        | Alejandro González                      | Gastão Elias Guido Pella             | Blaž Kavčič Thiago Alves Thiago Monteiro Rogério Dutra da Silva   |
| 7 ottobre  | Aberto Rio Preto 2013 São José do Rio Preto, Brasile Serie regolari €50,000+H - Terra rossa - 32S/32Q/16D Singolare – Doppio                     | Nicolás Barrientos Carlos Salamanca 6–4, 6–4  | Marcelo Demoliner João Souza            | Gastão Elias Guido Pella             | Blaž Kavčič Thiago Alves Thiago Monteiro Rogério Dutra da Silva   |
| 7 ottobre  | Copa San Juan Gobierno 2013 San Juan, Argentina Serie regolari €35,000+H - Terra rossa - 32S/12Q/16D Singolare – Doppio                          | Guido Andreozzi 6(5)–7, 7–6(4), 6–0           | Diego Schwartzman                       | Juan Ignacio Londero Máximo González | Pablo Galdón Facundo Bagnis Renzo Olivo Martín Alund              |
| 7 ottobre  | Copa San Juan Gobierno 2013 San Juan, Argentina Serie regolari €35,000+H - Terra rossa - 32S/12Q/16D Singolare – Doppio                          | Guillermo Durán Máximo González 6–3, 6–0      | Martín Alund Facundo Bagnis             | Juan Ignacio Londero Máximo González | Pablo Galdón Facundo Bagnis Renzo Olivo Martín Alund              |
| 14 ottobre | Internationaux de Tennis de Vendee 2013 Mouilleron-le-Captif, Francia Serie regolari $64,000+H – Cemento indoor – 32S/32Q/16D Singolare – Doppio | Michael Berrer 1–6, 6–4, 6–3                  | Nicolas Mahut                           | Michaël Llodra Andreas Beck          | Dustin Brown Grégoire Burquier Josselin Ouanna Maxime Teixeira    |
| 14 ottobre | Internationaux de Tennis de Vendee 2013 Mouilleron-le-Captif, Francia Serie regolari $64,000+H – Cemento indoor – 32S/32Q/16D Singolare – Doppio | Fabrice Martin Hugo Nys 3–6, 6–3, [10–8]      | Henri Kontinen Adrián Menéndez Maceiras | Michaël Llodra Andreas Beck          | Dustin Brown Grégoire Burquier Josselin Ouanna Maxime Teixeira    |
| 21 ottobre | Challenger de Buenos Aires 2013 Buenos Aires, Argentina Serie regolari €75,000 - Terra rossa - 32S/32Q/16D Singolare – Doppio                    | Pablo Cuevas 7–6(6), 2–6, 6–4                 | Facundo Argüello                        | Guido Andreozzi Steven Diez          | Eduardo Schwank Rubén Ramírez Hidalgo Antonio Veić Martín Alund   |
| 21 ottobre | Challenger de Buenos Aires 2013 Buenos Aires, Argentina Serie regolari €75,000 - Terra rossa - 32S/32Q/16D Singolare – Doppio                    | Máximo González Diego Schwartzman 6–3, 7–5    | Rogério Dutra da Silva André Ghem       | Guido Andreozzi Steven Diez          | Eduardo Schwank Rubén Ramírez Hidalgo Antonio Veić Martín Alund   |
| 21 ottobre | Kazan Kremlin Cup 2013 Kazan', Russia Serie regolari $75,000+H – Cemento indoor – 32S/29Q/16D Singolare – Doppio                                 | Oleksandr Nedovjesov 6–4, 6–1                 | Andrej Golubev                          | Lucas Pouille Farruch Dustov         | Aslan Karacev Dušan Lajović Matteo Viola Aleksandr Lobkov         |
| 21 ottobre | Kazan Kremlin Cup 2013 Kazan', Russia Serie regolari $75,000+H – Cemento indoor – 32S/29Q/16D Singolare – Doppio                                 | Radu Albot Farruch Dustov 6–2, 6(3)–7, [10–7] | Jahor Herasimaŭ Dzmitry Zhyrmont        | Lucas Pouille Farruch Dustov         | Aslan Karacev Dušan Lajović Matteo Viola Aleksandr Lobkov         |
| 21 ottobre | Melbourne Challenger 2013 Melbourne, Australia Serie regolari €50,000 - Cemento - 32S/32Q/16D Singolare – Doppio                                 | Matthew Ebden 6–3, 5–7, 6–3                   | Tatsuma Itō                             | James Ward James Duckworth           | Blake Mott Michael Venus Bradley Klahn Yuki Bhambri               |
| 21 ottobre | Melbourne Challenger 2013 Melbourne, Australia Serie regolari €50,000 - Cemento - 32S/32Q/16D Singolare – Doppio                                 | Thanasi Kokkinakis Benjamin Mitchell 6–3, 6–2 | Alex Bolt Andrew Whittington            | James Ward James Duckworth           | Blake Mott Michael Venus Bradley Klahn Yuki Bhambri               |
| 28 ottobre | Geneva Open Challenger 2013 Ginevra, Svizzera Serie regolari €64,000+H – Cemento indoor – 32S/32Q/16D Singolare – Doppio                         | Malek Jaziri 6–4, 6–3                         | Jan-Lennard Struff                      | Marco Chiudinelli Marius Copil       | Andrej Golubev Norbert Gombos Karen Chačanov Martin Kližan        |
| 28 ottobre | Geneva Open Challenger 2013 Ginevra, Svizzera Serie regolari €64,000+H – Cemento indoor – 32S/32Q/16D Singolare – Doppio                         | Oliver Marach Florin Mergea 6–4, 6–3          | František Čermák Philipp Oswald         | Marco Chiudinelli Marius Copil       | Andrej Golubev Norbert Gombos Karen Chačanov Martin Kližan        |
| 28 ottobre | Charlottesville Men's Pro Challenger 2013 Charlottesville, Stati Uniti Serie regolari €75,000 – Cemento indoor – 32S/32Q/16D Singolare - Doppio  | Michael Russell 7–5, 2–6, 7–6(5)              | Peter Polansky                          | Jesse Levine Rhyne Williams          | Saketh Myneni Jarmere Jenkins Donald Young Somdev Devvarman       |
| 28 ottobre | Charlottesville Men's Pro Challenger 2013 Charlottesville, Stati Uniti Serie regolari €75,000 – Cemento indoor – 32S/32Q/16D Singolare - Doppio  | Steve Johnson Tim Smyczek 6–4, 6–3            | Jarmere Jenkins Donald Young            | Jesse Levine Rhyne Williams          | Saketh Myneni Jarmere Jenkins Donald Young Somdev Devvarman       |
| 28 ottobre | Uruguay Open 2013 Montevideo, Uruguay Serie regolari $50,000 - Terra rossa - 32S/28Q/16D Singolare – Doppio                                      | Thomaz Bellucci 6–4, 6–4                      | Diego Schwartzman                       | Martín Alund Pablo Cuevas            | Leonardo Mayer Pere Riba Rogério Dutra da Silva Renzo Olivo       |
| 28 ottobre | Uruguay Open 2013 Montevideo, Uruguay Serie regolari $50,000 - Terra rossa - 32S/28Q/16D Singolare – Doppio                                      | Martín Cuevas Pablo Cuevas Walkover           | André Ghem Rogério Dutra da Silva       | Martín Alund Pablo Cuevas            | Leonardo Mayer Pere Riba Rogério Dutra da Silva Renzo Olivo       |
| 28 ottobre | Samsung Securities Cup 2013 Seul, Corea del Sud Serie regolari $50,000 - Cemento - 32S/32Q/16D Singolare – Doppio                                | Dušan Lajović Walkover                        | Julian Reister                          | Yūichi Sugita Blaž Kavčič            | Di Wu Gō Soeda Zhang Ze Hiroki Moriya                             |
| 28 ottobre | Samsung Securities Cup 2013 Seul, Corea del Sud Serie regolari $50,000 - Cemento - 32S/32Q/16D Singolare – Doppio                                | Marin Draganja Mate Pavić 7–5, 6–2            | Lee Hsin-han Peng Hsien-yin             | Yūichi Sugita Blaž Kavčič            | Di Wu Gō Soeda Zhang Ze Hiroki Moriya                             |
| 28 ottobre | Traralgon Challenger 2013 Traralgon, Australia Serie regolari $50,000 - Cemento - 32S/32Q/16D Singolare – Doppio                                 | Yuki Bhambri 6(13)–7, 6–3, 6–4                | Bradley Klahn                           | Brydan Klein James Duckworth         | Danai Udomchoke Bumpei Sato Tatsuma Itō Benjamin Mitchell         |
| 28 ottobre | Traralgon Challenger 2013 Traralgon, Australia Serie regolari $50,000 - Cemento - 32S/32Q/16D Singolare – Doppio                                 | Ryan Agar Adam Feeney 6–3, 6–4                | Dane Propoggia Jose Rubin Statham       | Brydan Klein James Duckworth         | Danai Udomchoke Bumpei Sato Tatsuma Itō Benjamin Mitchell         |
| 28 ottobre | Morocco Tennis Tour - Casablanca 2013 Casablanca, Marocco Serie regolari $30,000+H - Terra rossa - 32S/32Q/16D Singolare – Doppio                | Dominic Thiem 6–2, 7–5                        | Potito Starace                          | Filip Krajinović Gerald Melzer       | Jan Hájek Lamine Ouahab Flavio Cipolla Mohamed Safwat             |
| 28 ottobre | Morocco Tennis Tour - Casablanca 2013 Casablanca, Marocco Serie regolari $30,000+H - Terra rossa - 32S/32Q/16D Singolare – Doppio                | Claudio Grassi Riccardo Ghedin 6–4, 6–4       | Gero Kretschmer Alexander Satschko      | Filip Krajinović Gerald Melzer       | Jan Hájek Lamine Ouahab Flavio Cipolla Mohamed Safwat             |
| 28 ottobre | Bauer Watertechnology Cup 2013 Eckental, Germania Serie regolari $30,000+H – Sintetico (indoor) – 32S/32Q/16D Singolare – Doppio                 | Benjamin Becker 2–6, 7–6(3), 6–4              | Ruben Bemelmans                         | Dustin Brown Tim Pütz                | Andreas Beck Jan Mertl Simon Greul Farruch Dustov                 |
| 28 ottobre | Bauer Watertechnology Cup 2013 Eckental, Germania Serie regolari $30,000+H – Sintetico (indoor) – 32S/32Q/16D Singolare – Doppio                 | Dustin Brown Philipp Marx 7–6(4), 6–2         | Piotr Gadomski Mateusz Kowalczyk        | Dustin Brown Tim Pütz                | Andreas Beck Jan Mertl Simon Greul Farruch Dustov                 |

### Novembre
| Settimana   | Torneo | Campione                                            | Finalista                             | Semifinali                              | Eliminati ai quarti                                                                |
| ----------- | --- | --------------------------------------------------- | ------------------------------------- | --------------------------------------- | ---------------------------------------------------------------------------------- |
| 4 novembre  | Open Seguros Bolívar 2013 Bogotà, Colombia Serie regolari €125,000+H - Terra rossa - 32S/32Q/16D Singolare - Doppio                      | Víctor Estrella Burgos 6–2, 3–0 ritiro              | Thomaz Bellucci                       | Guilherme Clezar Alejandro Falla        | Guido Pella Facundo Argüello Paolo Lorenzi Santiago Giraldo                        |
| 4 novembre  | Open Seguros Bolívar 2013 Bogotà, Colombia Serie regolari €125,000+H - Terra rossa - 32S/32Q/16D Singolare - Doppio                      | Juan Sebastián Cabal Alejandro González 6–3, 6–2    | Nicolás Barrientos Eduardo Struvay    | Guilherme Clezar Alejandro Falla        | Guido Pella Facundo Argüello Paolo Lorenzi Santiago Giraldo                        |
| 4 novembre  | Slovak Open 2013 Bratislava, Slovacchia Serie regolari €64,000+H – Cemento indoor – 32S/32Q/16D Singolare - Doppio                       | Lukáš Lacko 6–4, 4–6, 6–4                           | Lukáš Rosol                           | Igor Sijsling Jan-Lennard Struff        | Adrian Ungur Kenny de Schepper Damir Džumhur Serhij Stachovs'kyj                   |
| 4 novembre  | Slovak Open 2013 Bratislava, Slovacchia Serie regolari €64,000+H – Cemento indoor – 32S/32Q/16D Singolare - Doppio                       | Henri Kontinen Andreas Siljeström 7–6(6), 6–2       | Gero Kretschmer Jan-Lennard Struff    | Igor Sijsling Jan-Lennard Struff        | Adrian Ungur Kenny de Schepper Damir Džumhur Serhij Stachovs'kyj                   |
| 4 novembre  | Internazionali Tennis Val Gardena Südtirol 2013 Ortisei, Italia Serie regolari $64,000 – Cemento indoor – 32S/32Q/16D Singolare - Doppio | Andreas Seppi 7–6(4), 6–2                           | Simon Greul                           | Tejmuraz Gabašvili Dustin Brown         | Frank Dancevic Benjamin Becker Nikola Mektić Pierre-Hugues Herbert                 |
| 4 novembre  | Internazionali Tennis Val Gardena Südtirol 2013 Ortisei, Italia Serie regolari $64,000 – Cemento indoor – 32S/32Q/16D Singolare - Doppio | Christopher Kas Tim Pütz 6–2, 7–5                   | Benjamin Becker Daniele Bracciali     | Tejmuraz Gabašvili Dustin Brown         | Frank Dancevic Benjamin Becker Nikola Mektić Pierre-Hugues Herbert                 |
| 4 novembre  | Knoxville Challenger 2013 Knoxville, Stati Uniti Serie regolari €50,000 – Cemento indoor – 32S/32Q/16D Singolare - Doppio                | Tim Smyczek 6–4, 6–2                                | Peter Polansky                        | Tennys Sandgren Takanyi Garanganga      | Alex Kuznetsov Michael Russell Sanam Singh Rik De Voest                            |
| 4 novembre  | Knoxville Challenger 2013 Knoxville, Stati Uniti Serie regolari €50,000 – Cemento indoor – 32S/32Q/16D Singolare - Doppio                | Samuel Groth John-Patrick Smith 6(6)–7, 6–2, [10–7] | Carsten Ball Peter Polansky           | Tennys Sandgren Takanyi Garanganga      | Alex Kuznetsov Michael Russell Sanam Singh Rik De Voest                            |
| 4 novembre  | Yeongwol Challenger Tennis 2013 Yeongwol, Corea del Sud Serie regolari €35,000+H - Cemento - 32S/32Q/16D Singolare - Doppio              | Bradley Klahn 7–6(5), 6–2                           | Tarō Daniel                           | Di Wu James McGee                       | Lim Yong-Kyu Germain Gigounon Matt Reid Enrique López-Pérez                        |
| 4 novembre  | Yeongwol Challenger Tennis 2013 Yeongwol, Corea del Sud Serie regolari €35,000+H - Cemento - 32S/32Q/16D Singolare - Doppio              | Marin Draganja Mate Pavić 6–4, 4–6, [10–7]          | Lee Hsin-han Peng Hsien-yin           | Di Wu James McGee                       | Lim Yong-Kyu Germain Gigounon Matt Reid Enrique López-Pérez                        |
| 11 novembre | ATP Challenger Tour Finals 2013 San Paolo, Brasile Serie regolari €220,000+H - Terra rossa - 8S Singolare                                | Filippo Volandri 4–6, 6–4, 6–2                      | Alejandro González                    | Tejmuraz Gabašvili Oleksandr Nedovjesov | Perdenti Round Robin Andrej Martin Guilherme Clezar Jesse Huta Galung Adrian Ungur |
| 11 novembre | IPP Open 2013 Helsinki, Finlandia Serie regolari $42,500 – Cemento indoor – 32S/32Q/16D Singolare - Doppio                               | Jarkko Nieminen 6–3, 6–1                            | Ričardas Berankis                     | Jan-Lennard Struff Henri Laaksonen      | Andrej Kuznecov Lukáš Lacko Illja Marčenko Jahor Herasimaŭ                         |
| 11 novembre | IPP Open 2013 Helsinki, Finlandia Serie regolari $42,500 – Cemento indoor – 32S/32Q/16D Singolare - Doppio                               | Henri Kontinen Jarkko Nieminen 7–5, 5–7, [10–5]     | Dustin Brown Philipp Marx             | Jan-Lennard Struff Henri Laaksonen      | Andrej Kuznecov Lukáš Lacko Illja Marčenko Jahor Herasimaŭ                         |
| 11 novembre | JSM Challenger of Champaign-Urbana 2013 Champaign, Stati Uniti Serie regolari $50,000 – Cemento indoor – 32S/32Q/16D Singolare - Doppio  | Tennys Sandgren 3–6, 6–3, 7–6(5)                    | Samuel Groth                          | Dennis Nevolo Daniel Smethurst          | David Rice Joshua Milton Dimitar Kutrovsky John-Patrick Smith                      |
| 11 novembre | JSM Challenger of Champaign-Urbana 2013 Champaign, Stati Uniti Serie regolari $50,000 – Cemento indoor – 32S/32Q/16D Singolare - Doppio  | Edward Corrie Daniel Smethurst 7–6(5), 0–6, [10–7]  | Austin Krajicek Tennys Sandgren       | Dennis Nevolo Daniel Smethurst          | David Rice Joshua Milton Dimitar Kutrovsky John-Patrick Smith                      |
| 11 novembre | Challenger Ciudad de Guayaquil 2013 Guayaquil, Ecuador Serie regolari $50,000+H - Terra rossa - 32S/32Q/16D Singolare - Doppio           | Leonardo Mayer 6–4, 7–5                             | Pedro Sousa                           | Gianluigi Quinzi David Souto            | Emilio Gómez Michael Linzer Víctor Estrella Burgos Giovanni Lapentti               |
| 11 novembre | Challenger Ciudad de Guayaquil 2013 Guayaquil, Ecuador Serie regolari $50,000+H - Terra rossa - 32S/32Q/16D Singolare - Doppio           | Stephan Fransen Wesley Koolhof 1–6, 6–2, [10–5]     | Roman Borvanov Alexander Satschko     | Gianluigi Quinzi David Souto            | Emilio Gómez Michael Linzer Víctor Estrella Burgos Giovanni Lapentti               |
| 11 novembre | Lima Challenger 2013 Lima, Peru Serie regolari $50,000+H - Terra rossa - 32S/32Q/16D Singolare - Doppio                                  | Horacio Zeballos 6(4)–7, 6–3, 6–3                   | Facundo Bagnis                        | Martín Alund Ricardo Hocevar            | Facundo Argüello Guido Andreozzi Cristian Garín Guido Pella                        |
| 11 novembre | Lima Challenger 2013 Lima, Peru Serie regolari $50,000+H - Terra rossa - 32S/32Q/16D Singolare - Doppio                                  | Andrés Molteni Fernando Romboli 6–4, 6–4            | Marcelo Demoliner Sergio Galdós       | Martín Alund Ricardo Hocevar            | Facundo Argüello Guido Andreozzi Cristian Garín Guido Pella                        |
| 11 novembre | Keio Challenger 2013 Yokohama, Giappone Serie regolari $50,000+H - Cemento - 32S/32Q/16D Singolare - Doppio                              | Matthew Ebden 2–6, 7–6(3), 6–3                      | Gō Soeda                              | Bradley Klahn Pierre-Hugues Herbert     | Wang Yeu-tzuoo Tatsuma Itō Marco Chiudinelli Borna Ćorić                           |
| 11 novembre | Keio Challenger 2013 Yokohama, Giappone Serie regolari $50,000+H - Cemento - 32S/32Q/16D Singolare - Doppio                              | Bradley Klahn Michael Venus 7–5, 6–1                | Sanchai Ratiwatana Sonchat Ratiwatana | Bradley Klahn Pierre-Hugues Herbert     | Wang Yeu-tzuoo Tatsuma Itō Marco Chiudinelli Borna Ćorić                           |
| 18 novembre | Internazionali di Tennis Castel del Monte 2013 Andria, Italia Serie regolari €30,000+H – Cemento indoor – 32S/32Q/16D Singolare - Doppio | Márton Fucsovics 6–3, 6–4                           | Dustin Brown                          | Yann Marti Frank Dancevic               | Jan Mertl Louk Sorensen Farruch Dustov Andrea Arnaboldi                            |
| 18 novembre | Internazionali di Tennis Castel del Monte 2013 Andria, Italia Serie regolari €30,000+H – Cemento indoor – 32S/32Q/16D Singolare - Doppio | Philipp Oswald Andreas Siljeström 6–2, 6–3          | Alessandro Motti Goran Tošić          | Yann Marti Frank Dancevic               | Jan Mertl Louk Sorensen Farruch Dustov Andrea Arnaboldi                            |
| 18 novembre | Toyota Challenger 2013 Toyota, Giappone Serie regolari €35,000+H – Sintetico (indoor) – 32S/29Q/16D Singolare - Doppio                   | Matthew Ebden 6–3, 6–2                              | Yūichi Sugita                         | Blaž Rola Samuel Groth                  | Tatsuma Itō Benjamin Mitchell James Ward Jason Jung                                |
| 18 novembre | Toyota Challenger 2013 Toyota, Giappone Serie regolari €35,000+H – Sintetico (indoor) – 32S/29Q/16D Singolare - Doppio                   | Chase Buchanan Blaž Rola 4–6, 6–3, [10–4]           | Marcus Daniell Artem Sitak            | Blaž Rola Samuel Groth                  | Tatsuma Itō Benjamin Mitchell James Ward Jason Jung                                |
| 18 novembre | Siberia Cup 2013 Tjumen', Russia Serie regolari $35,000+H – Cemento indoor – 32S/29Q/16D Singolare - Doppio                              | Andrej Golubev 6–4, 6–3                             | Andrej Kuznecov                       | Tejmuraz Gabašvili Illja Marčenko       | Aljaksandr Bury Ante Pavić Jahor Herasimaŭ Evgenij Donskoj                         |
| 18 novembre | Siberia Cup 2013 Tjumen', Russia Serie regolari $35,000+H – Cemento indoor – 32S/29Q/16D Singolare - Doppio                              | Sergey Betov Aljaksandr Bury 6–4, 6–2               | Ivan Anikanov Ante Pavić              | Tejmuraz Gabašvili Illja Marčenko       | Aljaksandr Bury Ante Pavić Jahor Herasimaŭ Evgenij Donskoj                         |